# Appareil photographique reflex numérique
Pour les articles homonymes, voir Appareil photographique reflex.

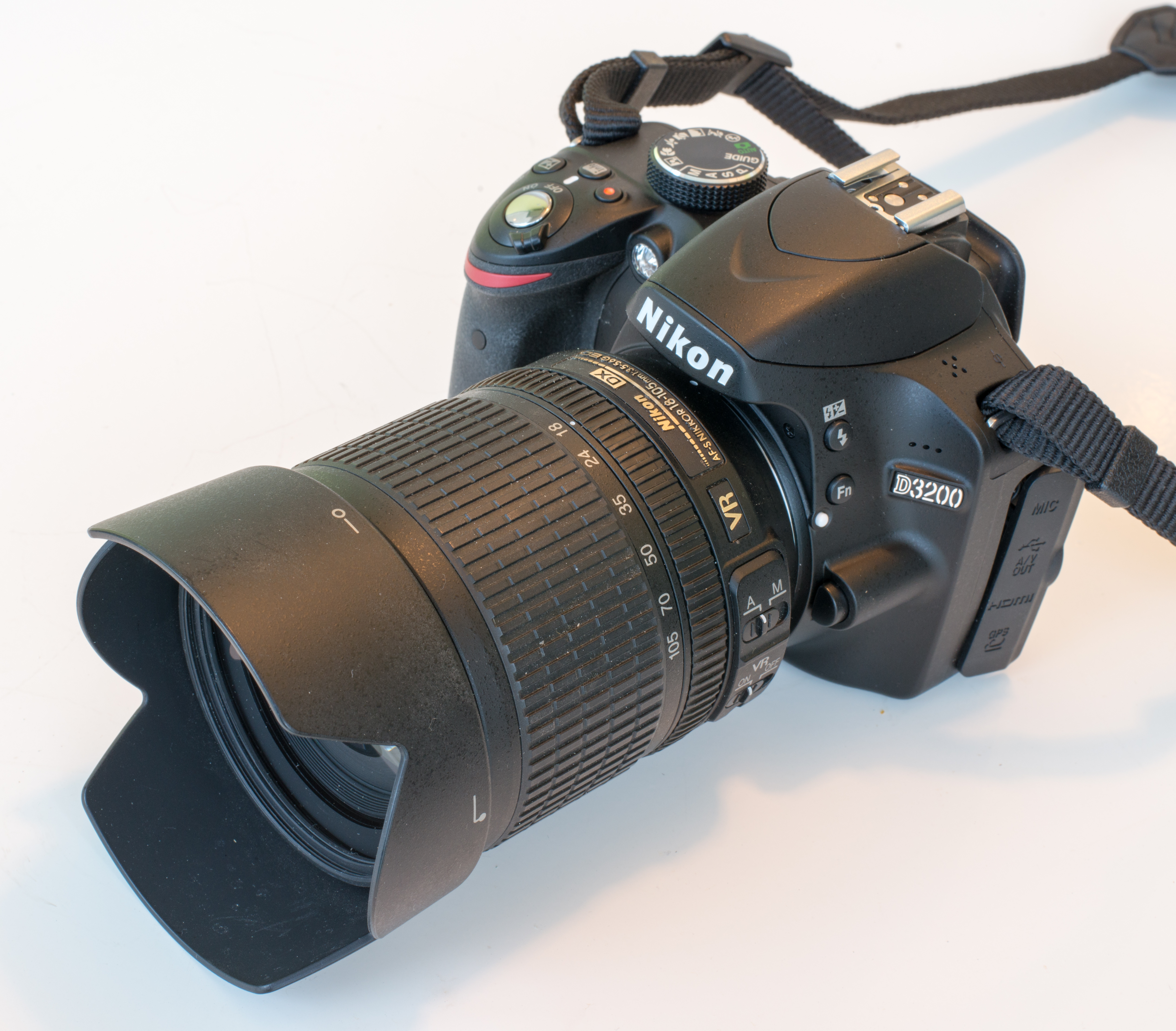
Un appareil reflex numérique grand public Nikon D3200

Schéma d'un appareil reflex numérique. On distingue le capteur numérique derrière le miroir mobile.

Un appareil photographique reflex numérique (APRN, ou en anglais Digital Single-Lens Reflex, DSLR) est un appareil photographique numérique de type reflex mono-objectif utilisant un capteur numérique de grande taille (format 4/3, APS-C, APS-H, 24 × 36 et "moyen format"), ayant une visée reflex et permettant de changer d'objectif.
Il existe également des appareils d'aspect similaire utilisant une visée électronique (appelés également « appareil à miroir semi-transparent » comme les modèles de la gamme Sony Alpha SLT). Au sens strict, ce ne sont pas des reflex car ils sont dépourvus de visée optique.
Après un lent développement des reflex numériques dans les années 1990, puis un âge d'or dans les années 2000 où ils supplantent rapidement les modèles argentiques, les années 2010, voient l'essor du smartphone et surtout des appareils photo hybrides, proposant des performances similaires au reflex mais en étant plus compacts et plus légers car dépourvus de miroir mobile et de pentaprisme, remplacés par une visée numérique ou juste dépourvus de visée. Les hybrides supplantent complètement les reflex au début des années 2020, qui sont progressivement délaissés par les fabricants.

## Histoire
Le 25 août 1981, Sony présente le prototype MAVICA. Cet appareil était un appareil électronique analogique équipé d'objectifs interchangeables et d'un viseur reflex. En 1986, Nikon dévoile un autre prototype à la photokina. La même année sort le Canon RC-701, considéré comme le précurseur des reflex numériques modernes. En septembre 1991, la NASA lance le Nikon F4 NASA à bord de la navette spatiale Discovery lors de la mission STS-48. L'appareil photo est basé sur un F4 à la norme monture-F muni d'un capteur CCD monochrome offrant des images de 1024 x 1024 pixels sur une surface de 15 × 15 mm.
En 1999, Nikon sort le D1 équipé avec le même boîtier et les mêmes montures Nikkor que le Nikon 35 mm. C'est le premier appareil reflex numérique destiné à un large marché de professionnels. Des modèles très spécialisés et à diffusion restreinte comme les Kodak de la série DCS (sur base de boîtiers Nikon) l'avaient précédé.
Au début des années 2000, d'autres fabricants d'APRN font leur entrée sur le marché, y compris Canon, Kodak, Fujifilm, Minolta (plus tard Konica Minolta, finalement acquise par Sony), Pentax, Olympus, Panasonic, Samsung et Sigma. En janvier 2000, Fujifilm annonce le FinePix S1 Pro. En novembre 2001 sort le Canon EOS-1D de 4,1 mégapixels.
En 2003, le Canon EOS 300D équipé d'un capteur de 6,3 mégapixels est le premier APRN destiné au grand public. Son succès commercial a encouragé d'autres fabricants à produire des APRN en réduisant les coûts pour créer des produits d'entrée de gamme et permettre aux photographes amateurs d'acheter un reflex numérique.
En 2004, Konica Minolta commercialise le Konica Minolta Maxxum 7D, le premier APRN équipé de stabilisation d'image formule qui est ensuite reprise par Pentax, Olympus et Sony.
Au début de 2009 sort le Nikon D90, premier APRN à fonctionnalité d'enregistrement vidéo. Depuis lors, toutes les grandes marques offrent des appareils avec cette fonctionnalité.
Pendant longtemps, la photo numérique fait la course aux mégapixels, les utilisateurs changent donc leur matériel fréquemment pour disposer d'une définition plus élevée. La définition est, par ailleurs, une manière de hiérarchiser les modèles avec une définition relativement faible en entrée de gamme et une définition très élevée en haut de gamme. Cette course semble avoir perdu son sens puisqu'on peut désormais acquérir des modèles d'entrée de gamme offrant une définition très élevée, supérieure à celle de modèles haut de gamme de générations antérieures. Par exemple le Nikon D3200 équipé d'un capteur 24 mégapixels.
En juin 2012, Canon annonce le premier APRN à proposer un écran tactile, l'EOS 650D. Bien que cette fonctionnalité est déjà largement utilisée sur les appareils compacts et hybrides, elle n'a pas encore fait son apparition sur un reflex numérique jusque-là.

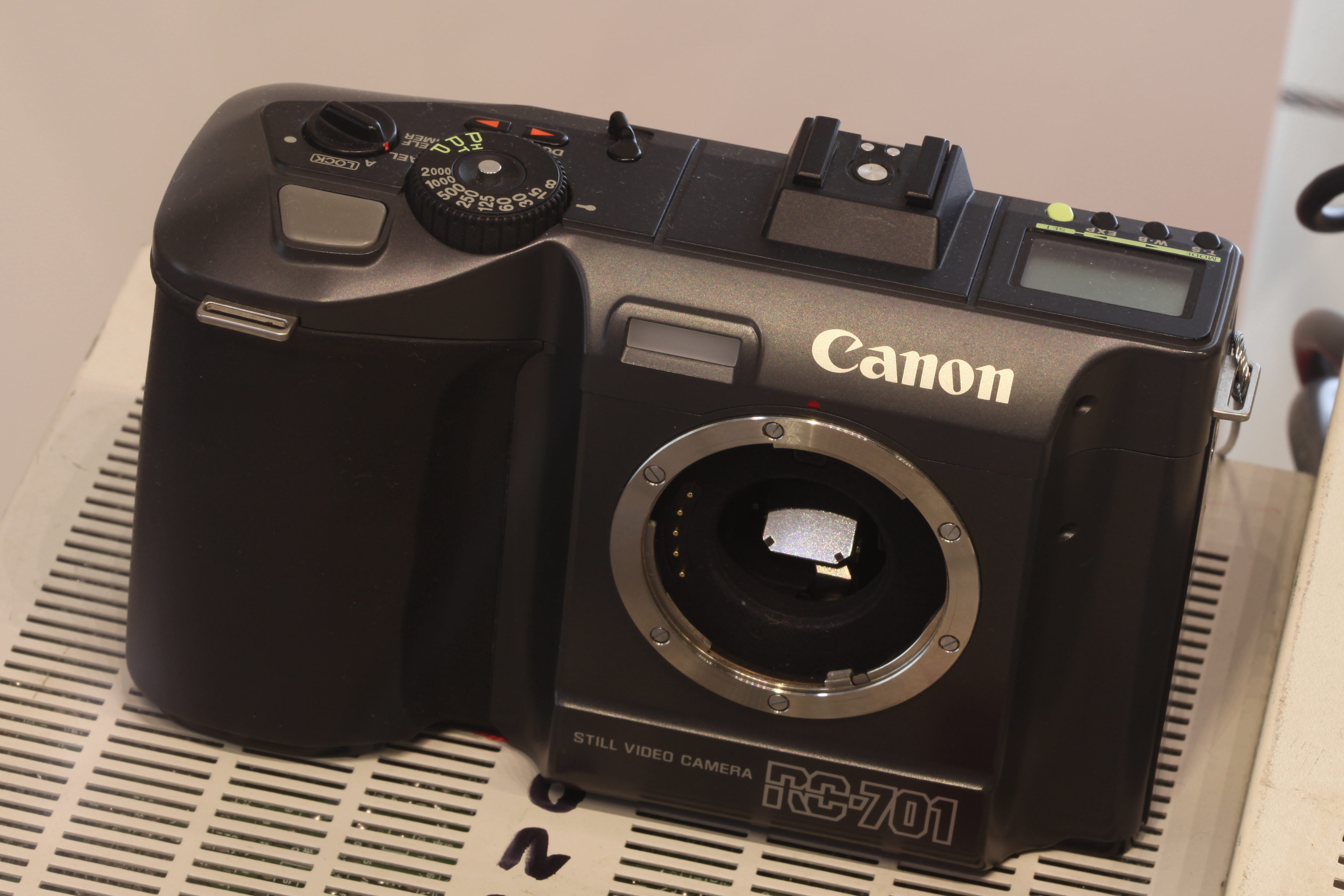
Le Canon RC-701 (1986)
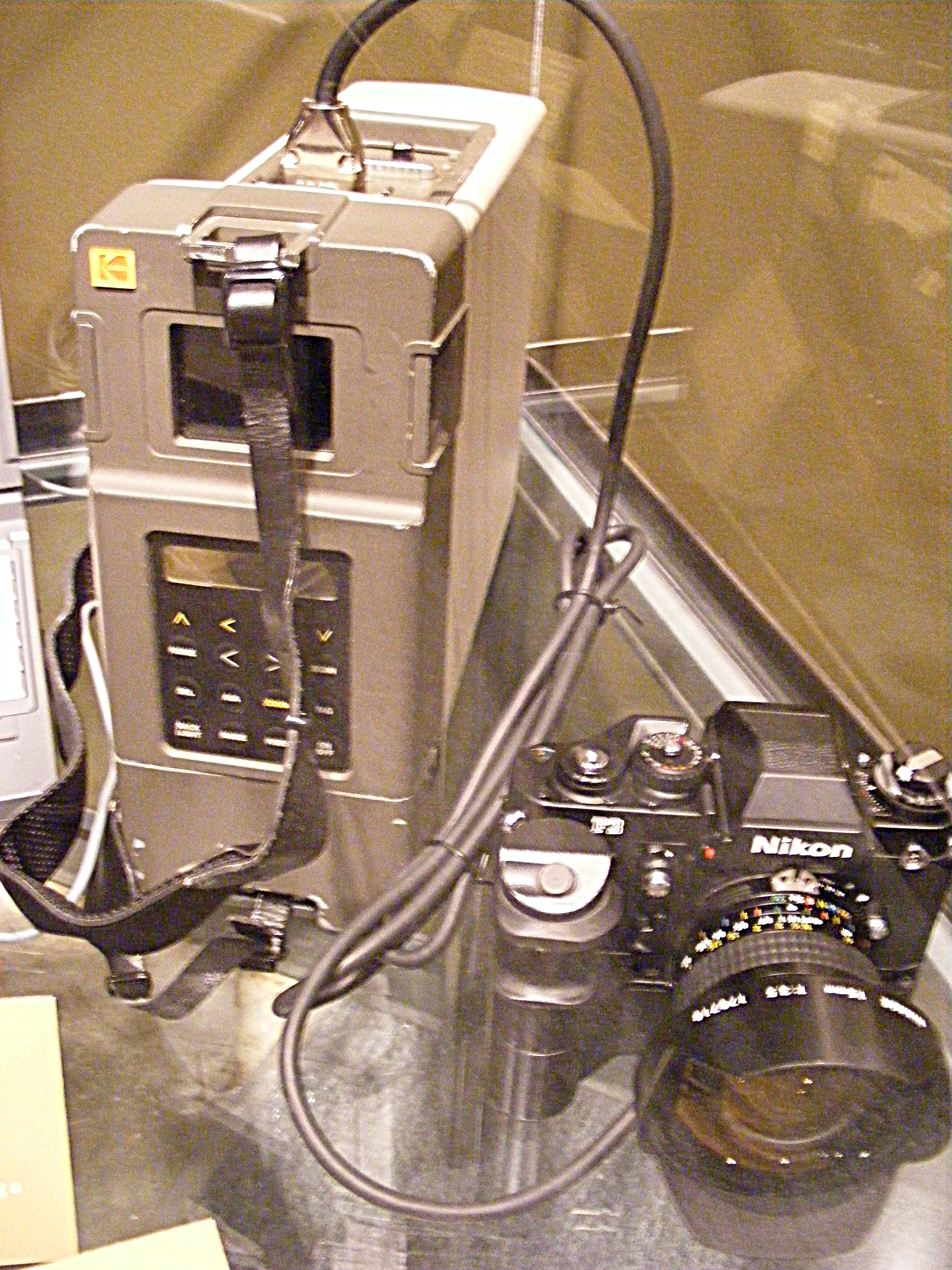
Le Kodak DCS 100, basé sur un boîtier Nikon F3 avec unité de stockage numérique (1991)
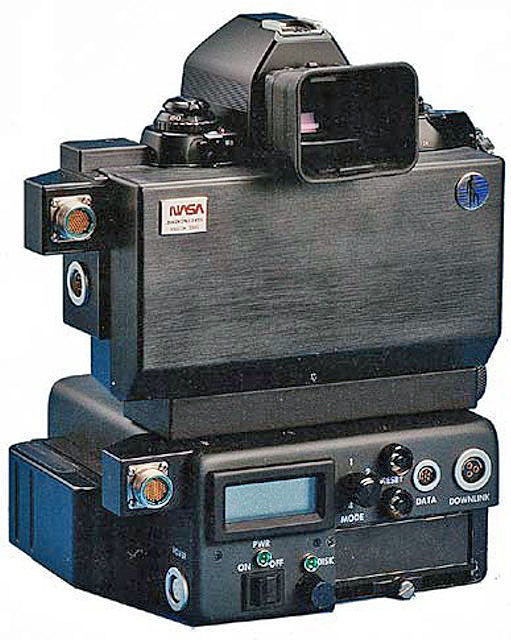
Le Nikon F4 NASA avec son boîtier électronique (vue arrière). Il est embarqué avec la mission STS-48 de septembre 1991
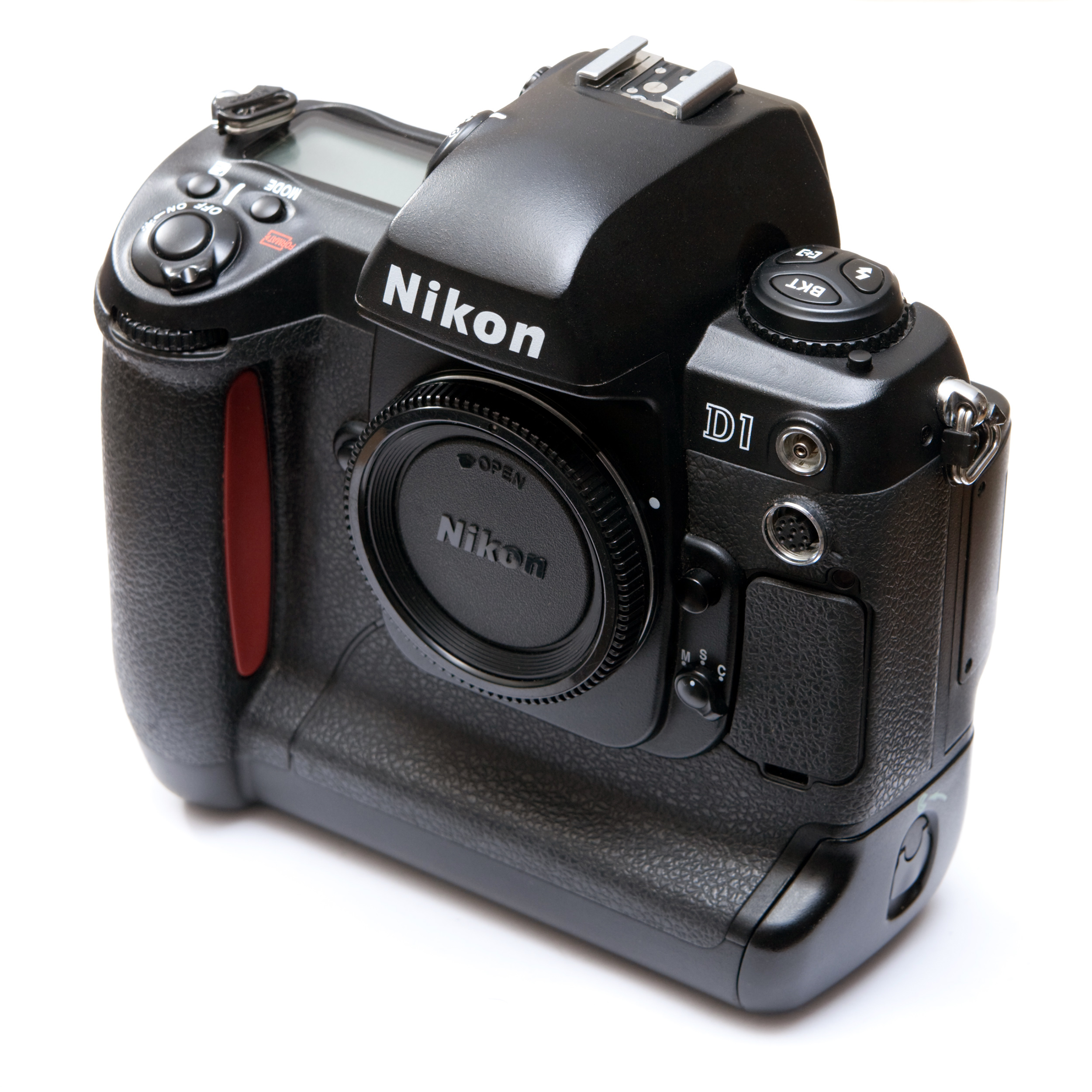
Le boitier Nikon D1 (1999)
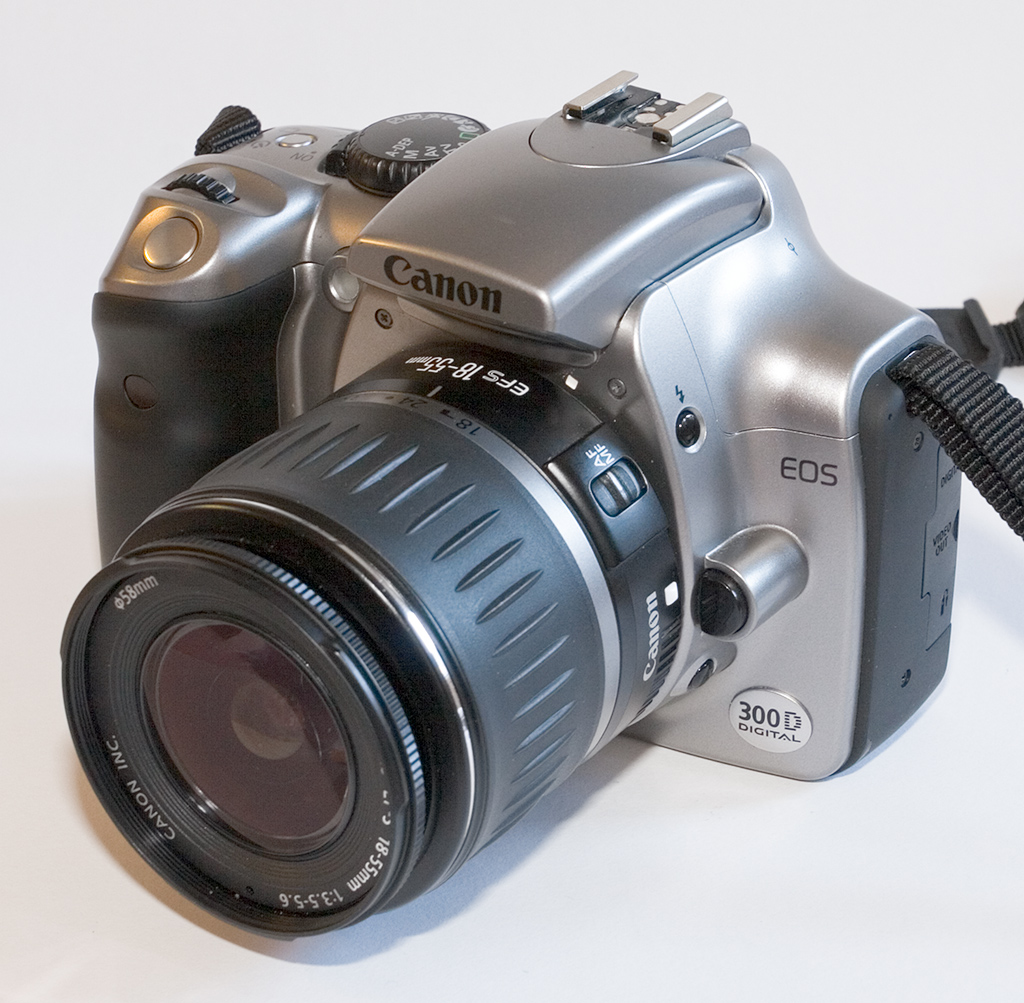
Le Canon EOS 300D (2003)

## Présentation

Coupe transversale d'un appareil photo reflex 1. Objectif 2. Miroir abaissé (image visible dans l'oculaire / le viseur) 3. Obturateur focal 4. Capteur/Film 5. Verre dépoli 6. Condensateur 7. Pentaprisme 8. Oculaire/Viseur

Les objectifs sont interchangeables, montés sur baïonnette, ce qui permet une grande variété d'utilisation. Mais chaque marque utilise une baïonnette qui lui est propre et il n'y a donc pas de possibilité d'échanger objectifs et accessoires d'une marque à l'autre. Sauf parfois avec des bagues adaptatrices mais en perdant généralement la plupart des automatismes ce qui en fait une solution peu pratique[réf. souhaitée].
Un APRN se caractérise par :
- un pentaprisme associé à un miroir mobile pour la visée ;
- une gamme d'objectifs interchangeables (zoom, téléobjectif, grand-angle, macro, objectif à focale fixe…) ;
- un capteur numérique, en 2014 généralement de type CMOS de 18 à 36 MP[9].

Un appareil d'entrée de gamme peut avoir les variations suivantes :
- un pentamiroir à la place du pentaprisme (perte de luminosité, plus faible poids) ;
- un boîtier de construction légère à la place d'un boîtier avec une armature en alliage de magnésium ;
- un nombre limité de commandes rendant plus difficile une utilisation exigeante.

Un APRN est différent d'un appareil photographique bridge qui possède une ergonomie et une forme se rapprochant des reflex mais avec un capteur de taille réduite (comme un compact), une visée électronique et un objectif fixe. Ce dernier est un zoom offrant généralement des rapports de focale très importants (du grand angle au téléobjectif puissant)[réf. nécessaire].
Les principaux constructeurs de reflex ne proposent pas seulement des appareils mais un véritable système photographique comportant divers modèles de boîtier, une large gamme d'objectifs et de nombreux accessoires permettant d'accéder à des domaines spécialisés de la photographie car ce système doit pouvoir répondre aux besoins des professionnels. Tout cela est rarement disponible pour les autres types d'appareil mise à part les hybrides haut de gamme.

## Viseur

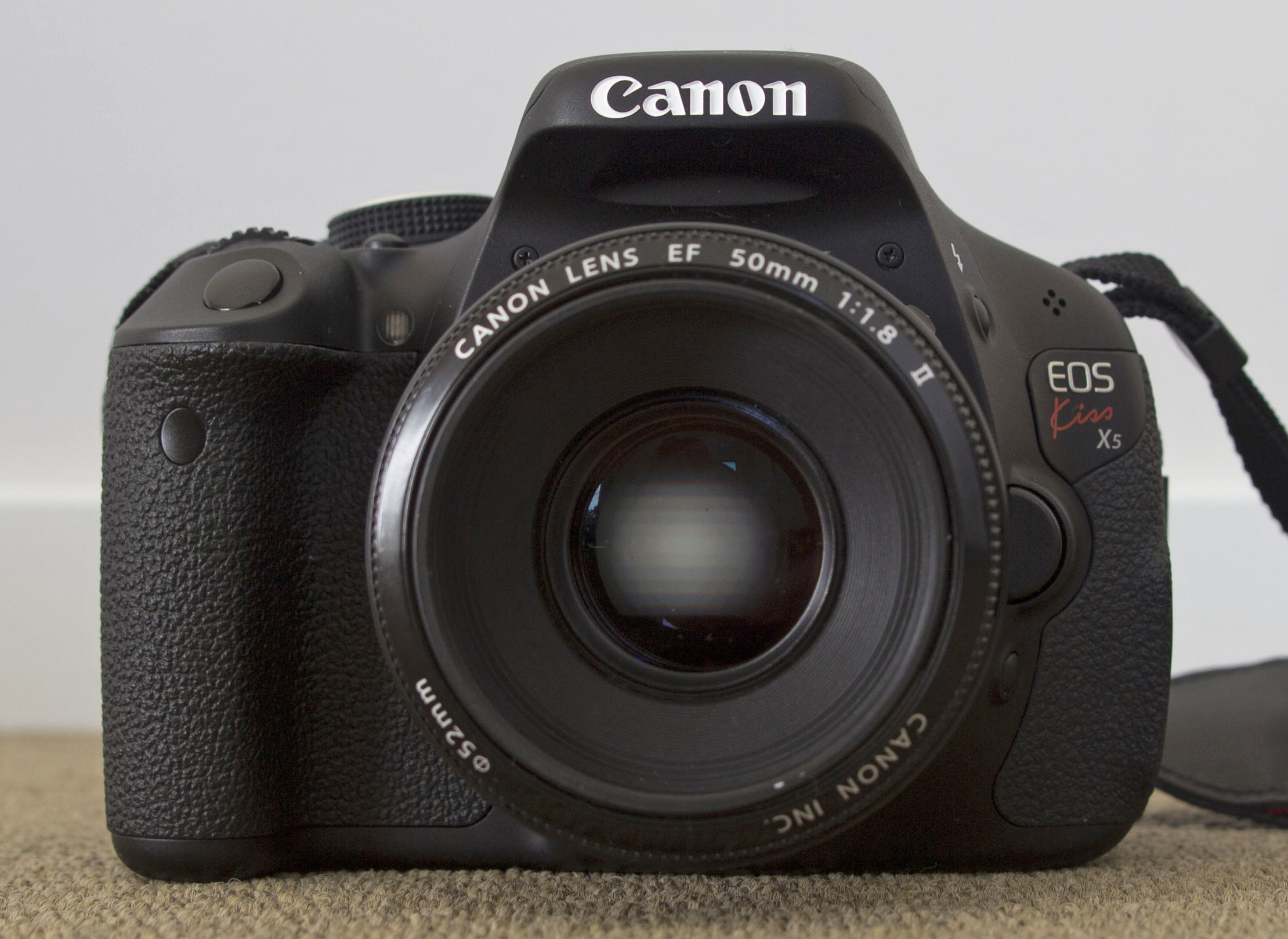
Un Canon EOS 600D à visée optique

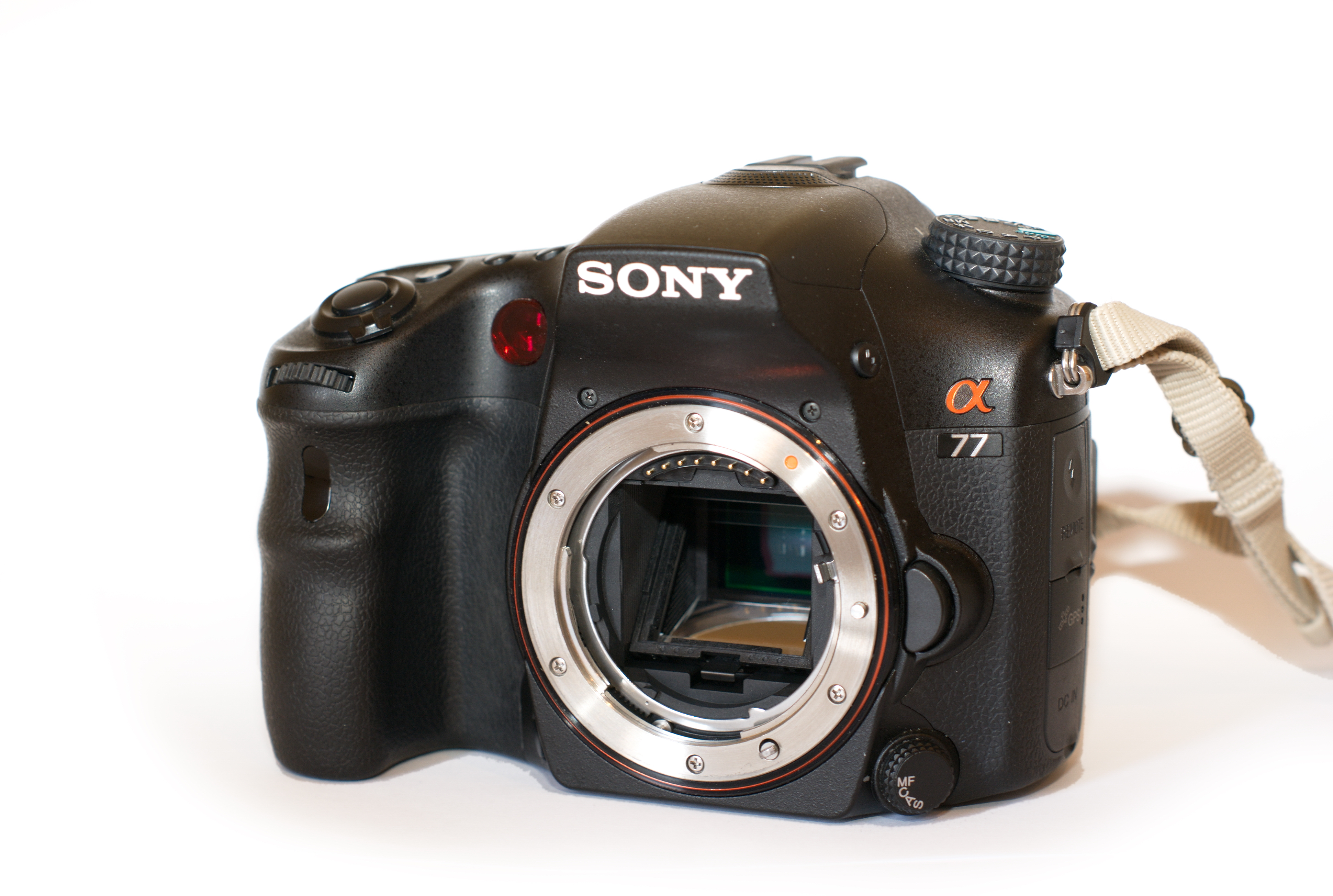
Un boitier de Sony Alpha 77 à visée électronique

Bien que les viseurs électroniques aient fait des progrès importants, ils n'offrent pas toutes les qualités d'un viseur optique, en particulier pour les utilisations en condition difficile (lumière très forte , mouvements rapides). Par contre, en très faible lumière, la visée reflex est très faiblement lumineuse, contrairement au viseur électronique.

### Visée optique
La visée reflex (dite TTL pour through the lens, en français « à travers l'objectif ») s'effectue à travers l'objectif grâce à un pentaprisme et un miroir. La visée optique reste la plus naturelle et plus précise[réf. nécessaire].
Avantages :
- visée sans latence ;
- vue optique directe de la scène.

Inconvénients :
- bruit mécanique du miroir,
- vibrations pouvant être engendrées par le mouvement du miroir,
- impose un important tirage mécanique, compliquant la conception des objectifs de courte focale
- il est fréquent (modèles bas et milieu de gamme) que le viseur ne couvre pas l'intégralité du champ capté, ne montrant par exemple que 95 % sur chacun des axes (soit 90 %) de l’image réelle, en raison de la taille et du coût du prisme), alors que la visée électronique couvre 100 % du champ capté.

Tous les viseurs reflex ne sont pas identiques. Le grossissement du viseur, dans les spécifications des constructeurs, indique le rapport entre les dimensions du sujet dans le viseur avec un objectif de 50 mm réglé sur l'infini, par rapport aux dimensions du sujet vu à l'œil nu. En conséquence, le grossissement du viseur ne peut être comparé qu'entre modèles équipés de la même taille de capteur. Pour les modèles à capteur APS-C, on trouve deux types de viseur correspondant à un grossissement réduit pour les modèles grand public (entre 0,75 et 0,85 X environ) qui utilisent un pentamiroir et un grossissement plus important (0,9 à 1 X environ) pour les modèles plus sophistiqués utilisant un véritable pentaprisme. Les valeurs de grossissement étant celles fournies par le constructeur dans les conditions expliquées plus haut. Il est possible de calculer le grossissement réel d'un viseur à partir des informations fournies par le fabricant avec la formule suivante :
| {\displaystyle G=V\times {\frac {1}{C}}\times {\frac {D}{100}}} | G = grossissement du viseur, V = valeur de grossissement fournie par le fabricant, C = facteur de conversion (par exemple 1,5 pour APS-C), D = couverture en % |

La validité des résultats peut être vérifiée en appliquant la formule à des modèles dont les tests sont disponibles.
Avec un système aussi complexe, il est difficile d'obtenir exactement le même cadrage dans le viseur et sur le capteur. Pour cette raison, les modèles grand public montrent, dans le viseur, une image légèrement recadrée par rapport à celle qui sera réellement enregistrée par le capteur donc l'image finale obtenue. La différence se mesure en pourcentage, la valeur typique pour un reflex grand public étant de l'ordre de 95 %. Il faut remarquer que le viseur ne procure généralement pas un recadrage identique sur tous les bords de l'image : c'est une raison de ce recadrage afin qu'aucune partie de l'image finale ne soit coupée par rapport à ce que le photographe a vu dans son viseur. Avec un modèle plus élaboré, il est possible d'obtenir un viseur dit 100 % censé donc procurer un cadrage identique dans le viseur et sur l'image finale. Cette précision se traduit par un prix plus élevé[réf. nécessaire].
L'oculaire du viseur a également son importance. Le dégagement oculaire peut être plus ou moins important ce qui influe sur le confort d'utilisation et peut ou non permettre la visée avec des lunettes. Tous les reflex disposent d'un réglage dioptrique (permettant l'adaptation à la vue de l'utilisateur) mais l'amplitude de ce réglage peut être plus ou moins grande. L'oculaire dispose généralement d'un œilleton amovible pouvant être retiré pour le montage d'accessoires de visée ou de verres correcteurs.
Enfin le viseur constitue le centre de contrôle de l'appareil permettant au photographe de vérifier et de régler tous les paramètres essentiels de la prise de vue. Sur l'image cadrée, un viseur de reflex présente, en surimpression, les zones de détection pour le système autofocus et, éventuellement (en fonction des réglages adoptés) celui ou ceux qui sont actifs. À ces éléments essentiels, il peut s'ajouter des aides à la prise de vue comme des lignes repères et un horizon artificiel permettant un cadrage précis. Sous le cadre de l'image, se trouvent les informations techniques essentielles de la prise de vue (vitesse, diaphragme, sensibilité ISO, etc.). Le photographe peut ainsi gérer ces paramètres sans que son œil quitte le viseur donc sans risquer de perdre une prise de vue importante. Du moins avec les modèles qui disposent des commandes adéquates et n'exigent pas de passer par les menus pour y accéder[réf. nécessaire].

### Visée par l'écran
Les premières générations d'APRN ne permettaient que la visée optique classique. Canon a été le premier à offrir une visée par l'écran, d'abord sur des modèles très spécialisés (EOS 20DA pour la photo astronomique), des modèles professionnels ou amateur haut de gamme puis, à partir de 2008, sur des modèles de grande diffusion comme l'EOS 450D. Baptisé Live View ce mode fonctionne comme la visée sur écran sur un compact numérique : le miroir du reflex est relevé et l'image formée sur le capteur est envoyée vers l'écran arrière. Principal inconvénient, la mise au point automatique par corrélation de phase ne peut fonctionner. Elle est remplacée par un système autofocus par mesure de contraste qui est beaucoup plus lent et globalement moins performant[réf. nécessaire]. Il n'en reste pas moins que la visée par l'écran, surtout associée à un écran orientable, est un atout évident pour certaines prises de vue. Elle est également indispensable pour la prise de vue vidéo si bien que cette fonction est offerte par la plupart des modèles actuels.

### Visée électronique
Ces appareils dérivent des reflex classique car l'image, réfléchie par un miroir semi-transparent, n'est pas affichée grâce à un pentaprisme, mais grâce à un viseur électronique.

## Autofocus et mise au point
Tous les reflex actuels sont équipés d'un système autofocus, plus ou moins élaboré et performant suivant le niveau de gamme et le type d'utilisateur visé. Ce système fonctionne par corrélation de phase mais les reflex permettant la visée sur écran offrent aussi, dans cette configuration, un autofocus par mesure de contraste.

### Modes autofocus
Un système autofocus, quelle que soit sa nature, peut fonctionner suivant deux modes : mise au point ponctuelle (pour les sujets immobiles ou peu mobiles) et mise au point continue pour les sujets dont la distance varie rapidement.
- Mise au point ponctuelle : Dans la mise au point ponctuelle, l'utilisateur appuie à mi-course sur le déclencheur et l'appareil effectue la mise au point, la bonne fin de l'opération peut être indiquée par un voyant ou un bruitage. Elle ne sera pas modifiée tant que le déclencheur reste à mi-course et il suffit de presser le déclencheur à fond pour obtenir la prise de vue. On peut recommencer l'opération à volonté en prenant ou non des photos.
- Mise au point continue : En mise au point continue, dès que l'on presse le déclencheur à mi-course, l'appareil fait le point en continu, le but étant de conserver le sujet net quels que soient ses déplacements.
- Sélection automatique : Certains appareils peuvent assurer la sélection automatique entre mise au point ponctuelle et continue par détection des mouvements dans l'image[17].

### Configuration du mode autofocus

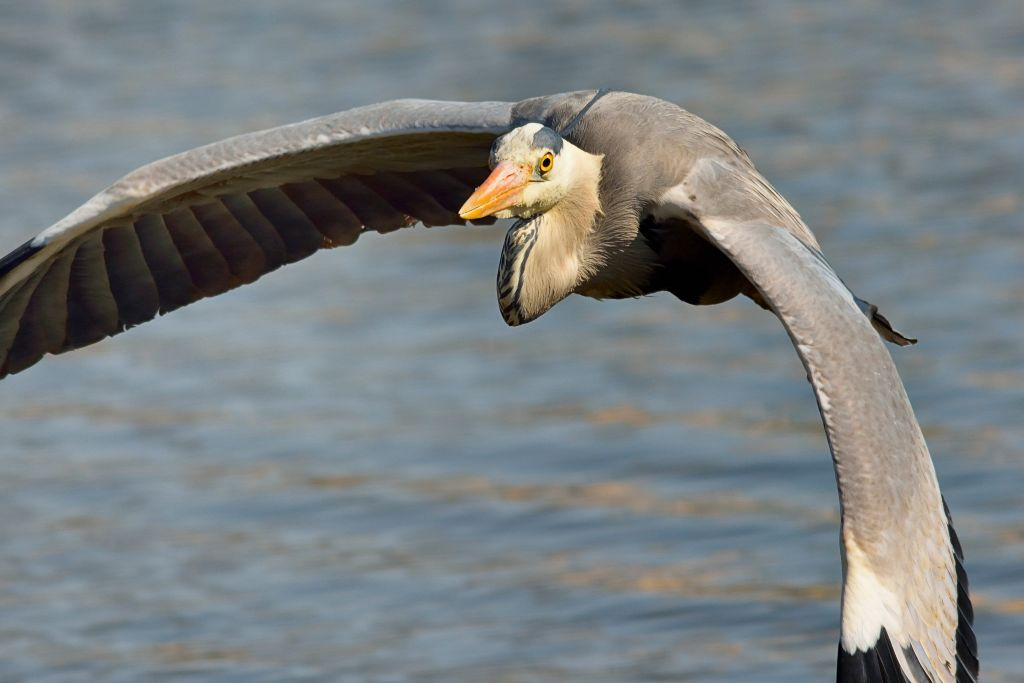
Image réalisée avec l'autofocus prédictif

Si les premiers systèmes autofocus se contentent d'offrir un détecteur au centre de l'écran de visée, il se révèle rapidement nécessaire, pour la photographie de sujets très mobiles, de disposer de plusieurs zones de détection. Dans le monde du reflex numérique, le nombre de zones varie de trois (comme sur les Nikon D40, D40X ou D60) à plus de cinquante sur les modèles professionnels et certains modèles amateur haut de gamme. En 2013, la plupart des modèles amateur disposent de 9 à 20 zones de mise au point. Le but d'un grand nombre de zones de mise au point est de toujours disposer d'une zone se trouvant sur une portion d'image permettant le fonctionnement du système autofocus. En effet, une portion d'image uniforme et sans détail ne le permet pas. Pour évaluer l'intérêt du nombre de zones d'un système autofocus, il faut non seulement tenir compte du nombre de points mais également de leur répartition dans l'image : un très grand nombre de points concentrés au centre n'offre qu'un intérêt limité.
Généralement, surtout pour les modèles disposant d'un grand nombre de zones, on peut les associer en groupes, fonction particulièrement utile en mise en point continue lorsqu'on connaît approximativement l'endroit où va se trouver le point fort de l'image. On peut ainsi circonscrire la zone où l'appareil va faire la mise au point et éviter la détection d'éléments importuns. Certains modèles permettent également le suivi de mise au point : l'appareil s'efforce de suivre le sujet que l'on aura mémorisé, quels que soient ses déplacements dans le cadre de l'image, en se basant sur ses caractéristiques comme le contraste et la couleur.
Pour les sujets dont la distance par rapport au photographe change rapidement, les reflex évolués disposent d'un autofocus prédictif où l'appareil calcule la position probable du sujet au moment où la photo sera prise en tenant compte des délais inhérents à son fonctionnement.

### Mise au point manuelle
La mise au point manuelle est possible sur tous les modèles mais la procédure à adopter varie suivant le modèle et l'optique utilisée. Sur les modèles utilisant une transmission mécanique pour le fonctionnement de l'autofocus, il est généralement indispensable de déconnecter cette transmission (petit levier mécanique à mettre en position « manuel ») faute de quoi on serait amené à contrarier l'action du moteur de mise au point ce qui peut amener une panne. Sur les modèles utilisant un moteur intégré à l'objectif, c'est l'objectif qui impose la manière de procéder. Sur les optiques d'entrée de gamme, il peut être nécessaire d'agir sur un commutateur présent sur l'objectif, sur les optiques plus élaborées à moteur ultrasonique on peut agir sur la bague de mise au point manuelle en toute liberté, l'appareil comme l'objectif restant en mise au point automatique. Cela permet donc la correction de la mise au point à volonté. Suivant le type de prise de vue, il peut être préférable de mettre l'appareil en mise au point manuelle pour éviter des interférences entre les actions du système autofocus et celles de l'opérateur. Généralement le système autofocus reste opérationnel dans tous les cas et il indique la mise au point par un témoin ou un bruitage : c'est la fonction télémètre électronique. En revanche il n'agit plus sur la rampe de mise au point de l'objectif que l'opérateur peut régler à sa guise.
La mise au point manuelle est difficile à réaliser avec précision dans de nombreux cas et elle est toujours beaucoup plus lente que la mise au point automatique. Elle ne convient donc que dans des situations particulières ou pour des sujets statiques. En effet, les reflex autofocus ne disposent pas des aides classiques à la mise au point manuelle (microprismes ou stigmomètre) et la plupart des objectifs sont conçus pour fonctionner prioritairement en autofocus.

### Performances et limites des systèmes autofocus

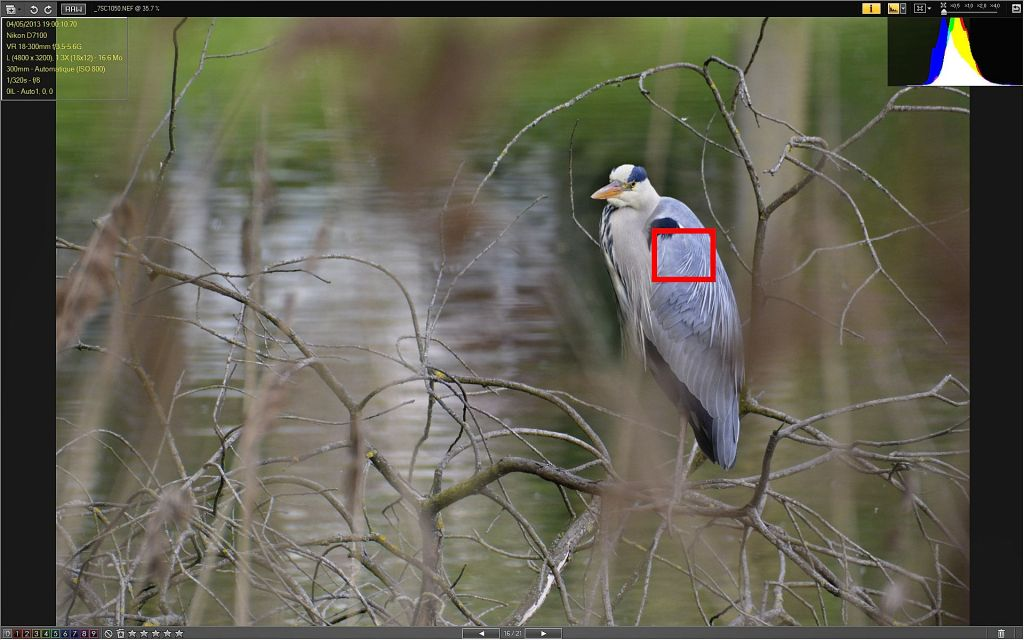
Le choix manuel de la zone autofocus (cadre rouge) est ici indispensable.

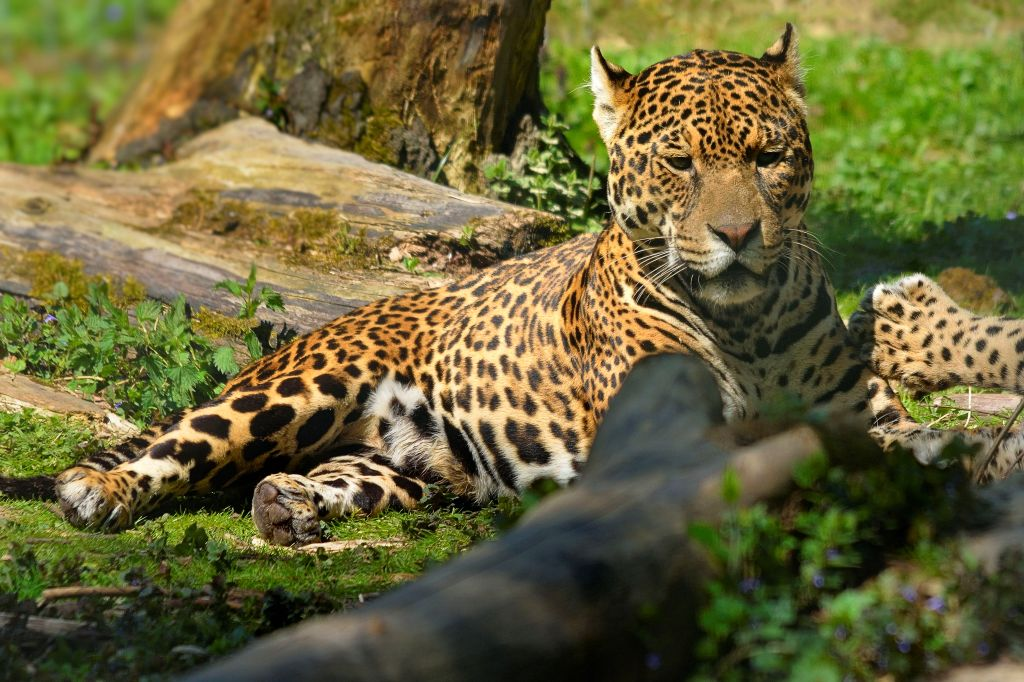
Bien qu'un grillage sépare l'appareil du fauve, l'autofocus a pu faire le point au bon endroit, et le grillage n'est plus visible.

En l'absence de toute contrainte de la part de l'utilisateur, les systèmes autofocus ont souvent tendance à faire la mise au point sur le sujet le plus proche se trouvant dans le cadre de l'image. Ce comportement convient dans la plupart des cas mais se révèle inopportun lorsqu'un premier plan est détecté par le système, le sujet principal pouvant alors être flou. Le cas sans doute le plus emblématique est celui d'un animal photographié dans un zoo : le risque est grand d'avoir un grillage ou des barreaux bien nets et un animal flou. Une bonne exploitation du système permet au contraire, si les conditions sont favorables, de faire disparaître barreaux ou grillage. Surveiller et éventuellement corriger le comportement du système autofocus est donc indispensable.
Même très perfectionné un système autofocus ne peut deviner ce que l'utilisateur souhaite faire, c'est donc souvent à lui d'indiquer où doit se situer le plan de mise au point. Dans un grand nombre de cas, il est nécessaire d'utiliser soit un mode permettant de choisir la zone active du système autofocus soit d'effectuer l'opération classique consistant à placer la zone autofocus centrale sur l'endroit où l'on souhaite faire le point, presser le déclencheur à mi-course pour effectuer la mise au point puis, sans lâcher le déclencheur, cadrer et prendre la photo. Cette opération n'est possible qu'en mise au point ponctuelle donc pour des sujets statiques : en mise au point continue, la correction est permanente et la mise au point serait donc inadéquate lorsqu'on prendrait la photo. Lors de l'utilisation de la mise au point continue, il est impératif que le choix de la zone autofocus active corresponde au cadrage final. Naturellement un système autofocus comportant un grand nombre de points répartis sur toute la surface de l'image offre une plus grande liberté d'action.
Les systèmes autofocus peuvent aussi se différencier par l'éclairement minimal permettant leur fonctionnement. Les modèles les plus performants disponibles en 2013 peuvent fonctionner jusqu'à des valeurs inférieures à IL 0. Canon et Nikon annoncent un fonctionnement jusqu'à IL -2 pour les modèles équipés de leur module autofocus les plus performants (Canon EOS 5D Mark III, EOS-1D X et EOS-1D C, Nikon D7100 et D4. Cette valeur correspond à un éclairement très faible (0,031 cd/m2), proche des possibilités de l’œil humain associé au viseur.
Pour les utilisations de proximité en ambiance sombre, certains modèles comportent un illuminateur (généralement une diode LED haute luminosité) qui permet un fonctionnement sûr du système autofocus (jusqu'à une distance de 3 m environ). Un tel service peut aussi être fourni par le flash intégré ou par un flash externe. C'est une solution efficace pour certaines prises de vue, au détriment de la discrétion. De nombreux photographes désactivent cette fonction.

## Format de capteur et facteur de conversion

Les tailles de capteurs.

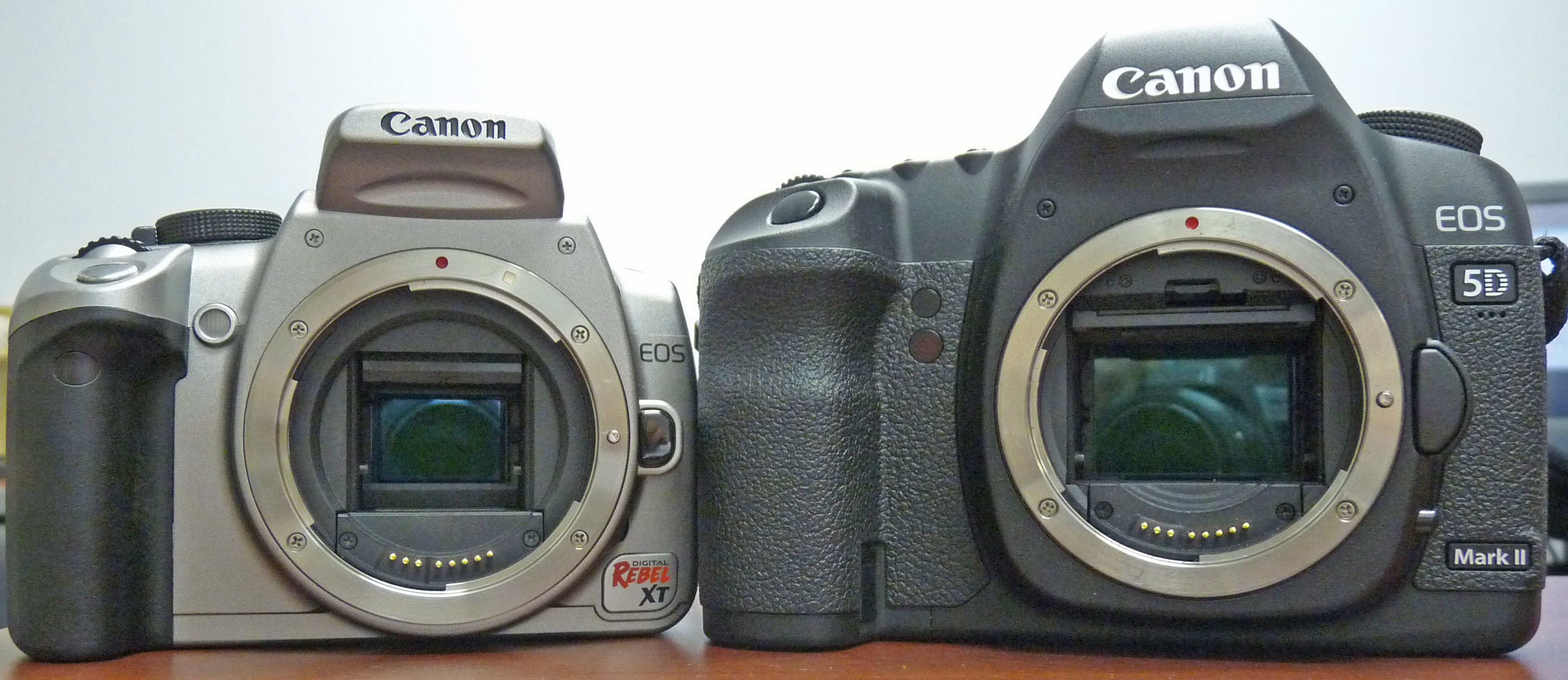
Comparaison entre deux boitiers reflex Canon : capteur plein-format à droite et capteur APS-C à gauche.

Il existe au moins cinq formats de capteurs pour les reflex numériques. Ces tailles de capteur différentes impliquent que, pour un objectif d'une focale donnée, le champ embrassé sera facteur de la taille du capteur utilisé. Afin de rendre le choix et les comparaisons plus aisées, il est d'usage de ramener toutes les focales à la focale qui embrasserait le même champ en 24 × 36. C'est le coefficient de focale ou facteur de conversion. Ainsi, un objectif d'une focale de 50 mm utilisé sur un reflex numérique à capteur APS-C (facteur de conversion 1,5) procurera le champ d'un objectif de 75 mm en 24 × 36.

### Format 4/3 (Four Thirds)
Le format 4/3 utilisé par des marques comme Panasonic et Olympus est le plus petit des formats qui ait été employé sur des reflex. Le facteur de conversion est de 2. Ces marques ont abandonné la visée reflex autour en 2008 et 2009, se mettant d'accord sur le système hybride Micro Quatre Tiers qui conserve ce format de capteur (13 x 17,3 mm).

### Format APS-C
Le format APS-C est utilisé sur des reflex de marques Canon, Nikon, Pentax, Sony ; il est présent aussi sur des hybrides de marques Canon (M et R), Fujifilm (X), Samsung (NX), Sigma (SD), Sony Alpha (NEX et ILCE). Le facteur de conversion pour comparaison des focale avec le format 24 × 36 est d'environ 1,5 dans la majorité des cas, cependant qu'il est de 1,6 sur Canon et 1,7 sur Sigma (DP) qui utilisent des capteurs plus petits.

### Format APS-H
L'APS-H est uniquement utilisé par les modèles Canon EOS-1D, Mark II, IIN, III et IV. C'est d’ailleurs cette marque qui a créé le format APS-H. Le facteur de conversion est de 1,3. Cette taille de capteur n'est plus utilisée sur des reflex depuis 2012.

### 24 × 36
Le format 24 × 36, héritier de l'usage du film argentique 35 mm (appelé aussi « plein format », et en anglais full-frame) est utilisé sur des reflex comme le Canon EOS-1D X ou le Nikon D4 et la plupart des modèles professionnels. Il s'agit tout simplement de capteurs 24 × 36 mm et le facteur de conversion est de 1. Après avoir conquis les modèles professionnels, le "plein format" se trouve aujourd'hui sur un certain nombre de reflex amateur haut de gamme comme le Canon EOS 6D ou le Nikon D600 (et depuis 2013 sur les hybrides Sony Alpha 7 et 9, puis à partir de 2018 Nikon Z, Canon R, Lumix S, Sigma FP).

### Moyen-format
Le moyen-format est le plus grand (plus grand que le "plein format") utilisé par les reflex numériques ; son coût et sa complexité d'utilisation le réservent à un usage professionnel (parfois amateur passionné). Les boîtiers équipés de ce format sont souvent divisés en deux parties : le corps et le dos numérique. Ils sont produits par des marques telles que Pentax, Hasselblad ou encore PhaseOne.

## Capteur
Le capteur est le cœur de tout appareil photo numérique. Il est l'élément essentiel qui définit ses performances aussi bien pour la définition, la sensibilité que pour l'aspect de l'image finale. La plupart des capteurs utilisés sont monochromes, ils ne sont donc sensibles qu'à la luminance (intensité lumineuse). Pour obtenir une photo couleur, ils sont associés à un filtre trichrome, la matrice de Bayer, et un processus d'interpolation de la couleur.
La principale exception à cette conception et ce mode de fonctionnement concerne les capteurs Foveon qui utilisent trois couches (RVB). Ils sont exploités sur certains modèles Sigma dont les reflex série SD avec, pour porte-drapeau actuel, le SD1 Merrill.
Dans tous les cas, l'analyse de base des capacités d'un capteur sont sa définition (en pixels) et sa profondeur d'analyse (en bits). En 2013, les capteurs les plus élaborés offrent entre 24 et 36 mégapixels et une profondeur d'analyse de 14 bits.

## Sensibilité ISO
Contrairement aux appareils argentiques où la sensibilité ISO est définie par celle du film qui y est chargé, les appareils numériques permettent un réglage de la sensibilité ISO et cette fonction est particulièrement développée sur les reflex numériques dont le capteur, de taille relativement importante, permet une exploitation plus étendue avec des résultats très supérieurs aux modèles utilisant des capteurs de taille réduite.
La sensibilité ISO fait partie des caractéristiques qui évoluent rapidement. En 2013, la plupart des modèles disponibles offrent une gamme de sensibilités qui s'étend de 100 à 6400 ISO environ. La valeur supérieure pouvant varier suivant le type d'appareil. Certains modèles permettent d'obtenir une sensibilité plus basse de 50 ISO et les modèles professionnels les plus performants peuvent dépasser les 100 000 ISO.
Les meilleurs résultats (définition et bruit) sont obtenus à la sensibilité nominale du capteur qui est, en général, de 100 ISO. Au fur et à mesure que l'on augmente la sensibilité, le bruit augmente, la définition diminue et le rendu des couleurs se dégrade. Les constructeurs se fixent généralement une limite dans cette dégradation et, lorsqu'ils offrent des sensibilités supérieures à ce seuil, ils ne les indiquent plus par des valeurs en ISO mais par des IL au-delà de la sensibilité maximale. Le but étant de signifier à l'utilisateur que la qualité d'image sera fortement dégradée.
Pour couvrir une telle gamme de sensibilités, les constructeurs intègrent dans leurs appareils une fonction de réduction de bruit. Cette fonction, au moins sur les appareils perfectionnés, est réglable suivant plusieurs paliers et elle peut être désactivée. Toutefois la désactivation n'est pas forcément totale : une réduction de bruit minimale reste éventuellement active aux sensibilités très élevées. Comme de nombreux autres paramètres techniques, la réduction de bruit peut être gérée plus finement en photographiant en RAW et en utilisant un logiciel adapté. Outre la réduction de bruit ISO, les reflex disposent généralement d'une réduction de bruit pour poses longues, ce type de bruit étant très spécifique. Cette réduction de bruit peut ou non se mettre automatiquement en service lorsque la pose dépasse la durée fixée par le constructeur, souvent de 1 seconde.
Outre le libre choix de la sensibilité ISO dans la gamme offerte par son appareil, l'utilisateur dispose aussi d'un réglage automatique, plus ou moins élaboré. Dans sa version la plus simple, ce mode augmente la sensibilité ISO lorsque la lumière est insuffisante pour permettre des prises de vue sans bougé. Dans les versions les plus élaborées, l'utilisateur peut définir des stratégies complexes avec choix d'une plage de variation, vitesse d'obturation minimale, prise en compte de la focale utilisée, etc.. Il existe, suivant les modèles et le niveau de gamme, différents échelons entre ces extrêmes. Certains choix dans le traitement d'image peuvent interférer avec le réglage de sensibilité ISO en interdisant l'accès à certaines valeurs car, pour la mise en œuvre de certaines corrections ou compensations, l'appareil augmente la sensibilité.

## Mesure et modes d'exposition
Tous les reflex numériques intègrent un posemètre permettant le calcul de l'exposition par la mesure de la lumière réfléchie par le sujet. Ces informations sont utilisables suivant divers modes d'exposition. Tous les modèles disposent d'un correcteur d'exposition permettant de décaler l'exposition (en plus ou en moins) de trois à cinq IL suivant les modèles. L'utilisateur peut ainsi continuer à employer son appareil en mode automatique tout en corrigeant une éventuelle sous-exposition ou sur-exposition.

### Mesure de l'exposition
La mesure de l'exposition est une fonction essentielle d'un reflex numérique et ces derniers disposent de systèmes très élaborés pour répondre au mieux à toutes les situations de prise de vue. Trois modes de mesure sont généralement proposés, avec diverses options, variables suivant les marques et le niveau de sophistication de l'appareil.
- Mesure centrale pondérée : Ce mode traditionnel existe depuis les années 1960, il consiste à estimer que le sujet principal occupe la zone centrale de l'image. La mesure donne donc une prépondérance à cette zone, les bords et les coins intervenant beaucoup moins[35]. Sur les modèles élaborés, on peut modifier la taille de la zone centrale de mesure. Ce mode de mesure convient bien à certains types de prise de vue comme le portrait.
- Mesure spot : Longtemps réclamée par les utilisateurs exigeants, la mesure spot consiste à effectuer une mesure ponctuelle sur une très faible portion de l'image (la taille exacte dépendant du modèle). Il est ainsi possible de prendre une mesure très précise sur une zone homogène, même de taille réduite. C'est une mesure très technique impliquant une bonne évaluation des zones sur lesquelles effectuer la mesure[36].
- Mesure matricielle : Ce mode de mesure est lié à l'évolution récente des appareils et en particulier la puissance de calcul disponible dans leurs microprocesseurs. L'appareil analyse l'ensemble de l'image suivant une matrice qui la découpe en un nombre plus ou moins grand de zones et compare les résultats à une base de données pour effectuer le calcul de l'exposition. Suivant les marques et les modèles, il peut prendre en compte de nombreux paramètres comme la focale de prise de vue et les couleurs du sujet photographié. Il s'agit en quelque sorte d'une mesure intelligente et les résultats sont généralement remarquables de précision[37]. En revanche, l'utilisateur ne peut savoir comment l'appareil a effectué ses calculs[38] aussi il devient délicat, sans beaucoup d'expérience, d'introduire une éventuelle correction.

### Modes d'exposition automatiques

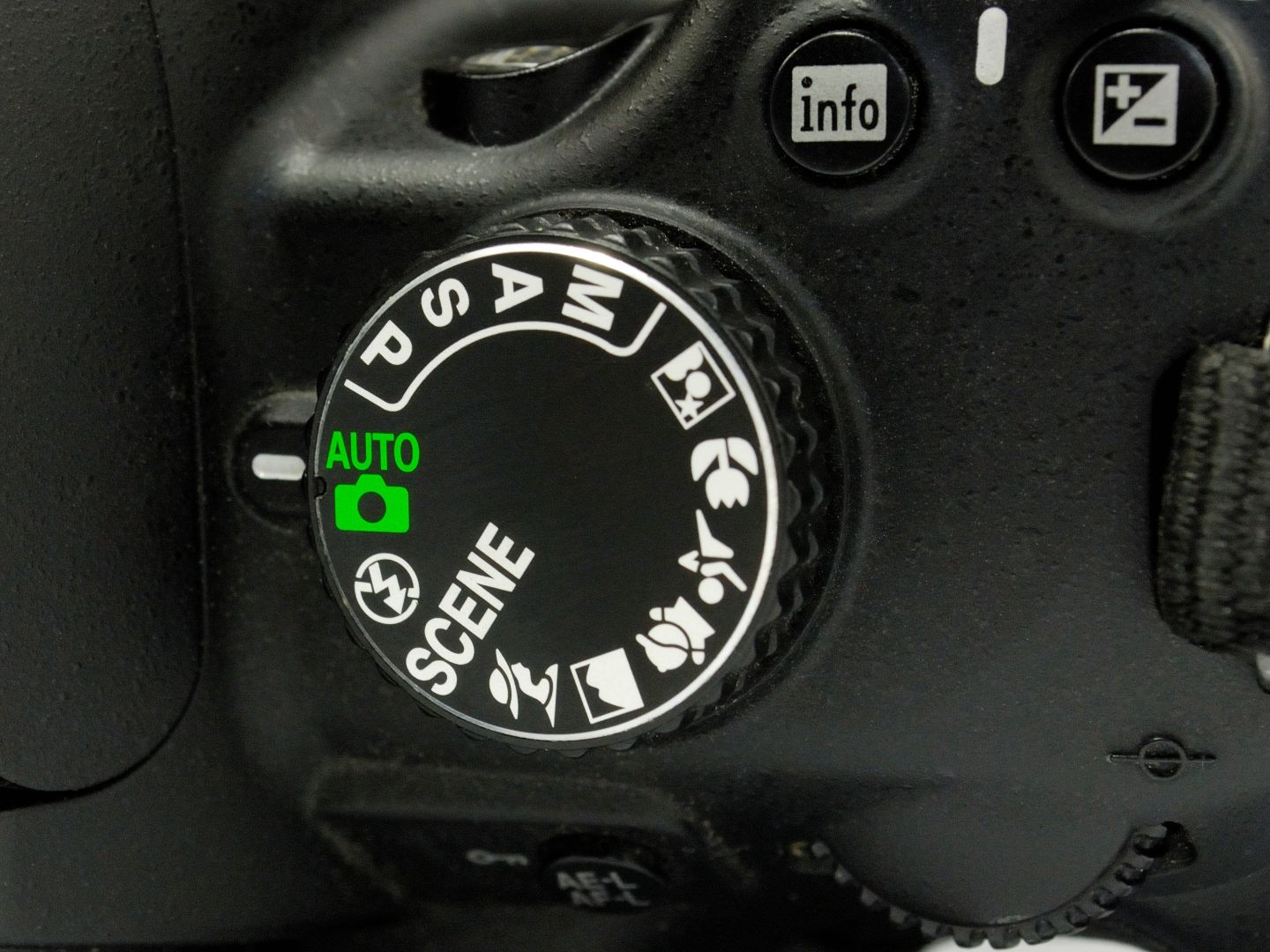
Molette de commande de mode d'exposition d'un reflex numérique

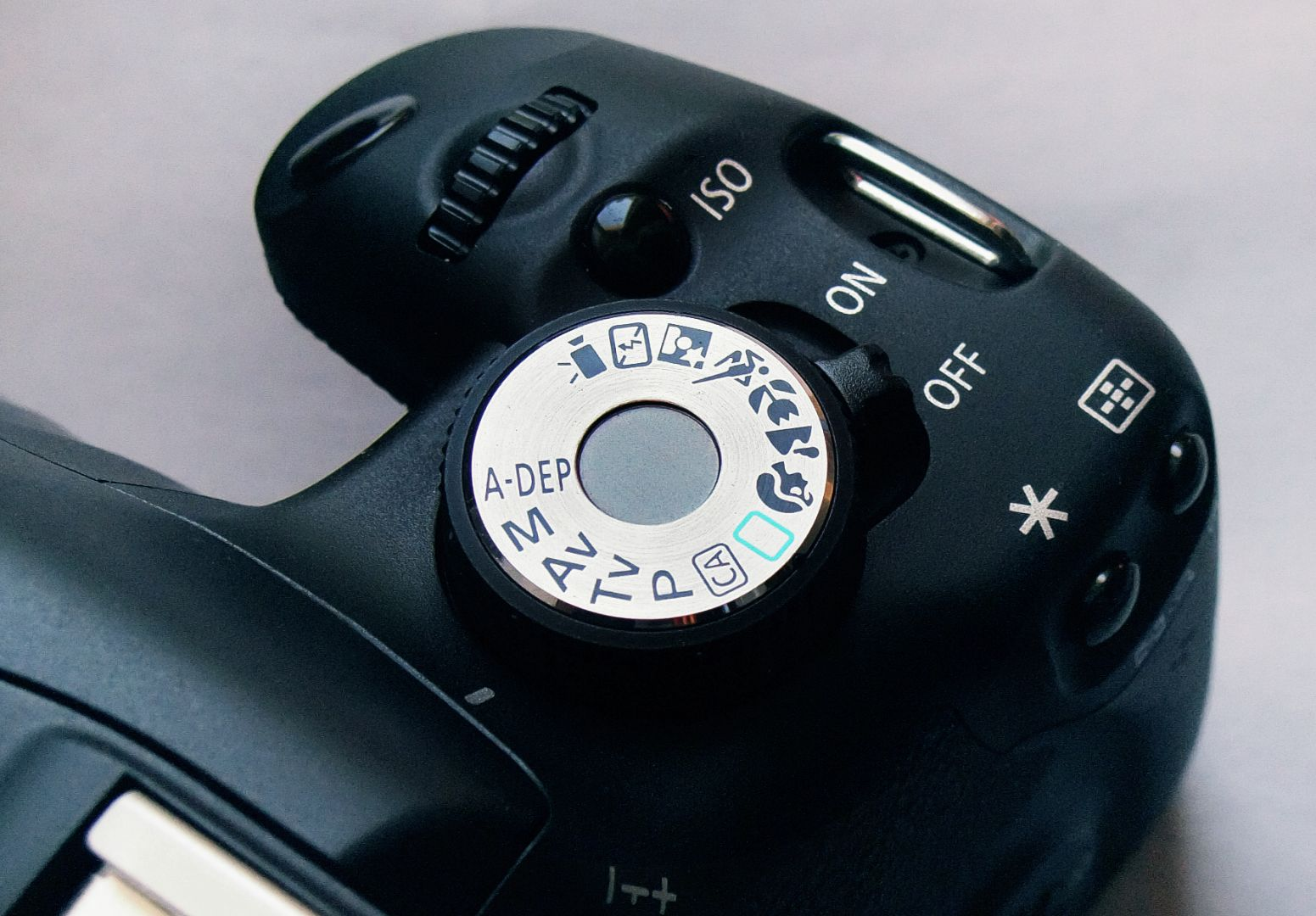
Sélecteur de mode d'exposition d'un Canon EOS 500D avec modes scène.

Les modes automatiques entendent simplifier l'utilisation des reflex numériques et remédier ainsi à leur complexité. En contrepartie, le choix d'un mode automatique interdira l'accès à un nombre plus ou moins grand de réglages et le photographe se verra imposer ce qui peut être optionnel dans d'autres modes.
- Mode Tout Auto (Vert) : Les reflex disposent d'un mode entièrement automatique facilement repérable par sa couleur verte sur le sélecteur de mode. Tout est donc automatique mais l'utilisateur n'a aucune action possible sur la plupart des paramètres techniques. Le flash se met en service automatiquement et on ne peut régler la sensibilité ISO. Les choix sont donc limités au minimum possible et la plupart des commandes sont désactivées.
- Mode Programme : Dans le mode programme (programme d'exposition automatique ou automatique programmé), l'appareil assure automatiquement le choix de la vitesse et du diaphragme suivant un programme fonction du niveau de luminosité de la scène photographiée. Toutefois, contrairement au « tout auto » et aux modes programmes des appareils plus simples, l'utilisateur peut effectuer un « décalage de programme », autrement dit modifier l'ouverture choisie par l'appareil, la vitesse étant automatiquement ajustée en fonction de ce choix. Contrairement au mode « Tout Auto », il est également possible de choisir la sensibilité ISO, l'utilisation du flash ou non et diverses commandes ou options sont disponibles.
- Modes Scènes : Pour faciliter l'utilisation d'un appareil offrant une multitude de réglages, les constructeurs proposent les modes dits « Scène » ou appellation similaire où un ensemble de réglages est automatiquement mis en œuvre pour réaliser une prise de vue classique dans une situation souvent rencontrée : par exemple, paysage, portrait, gros plan, enfants, etc.[39]. Le choix est effectué soit via des pictogrammes sur le sélecteur de mode soit par une sélection sur écran, avec affichage éventuel d'une photo typique. L'utilisateur conserve la possibilité d'effectuer certains réglages mais ils sont fonction du type de scène sélectionnée. Ce mode de prise de prise de vue a l'avantage de la simplicité et de l'efficacité mais tous les ajustements réalisés automatiquement par l'appareil ne sont pas toujours indiqués dans le détail. Ils ne conviennent donc pas lorsque l'utilisateur recherche un rendu précisément déterminé.

### Modes d'exposition techniques

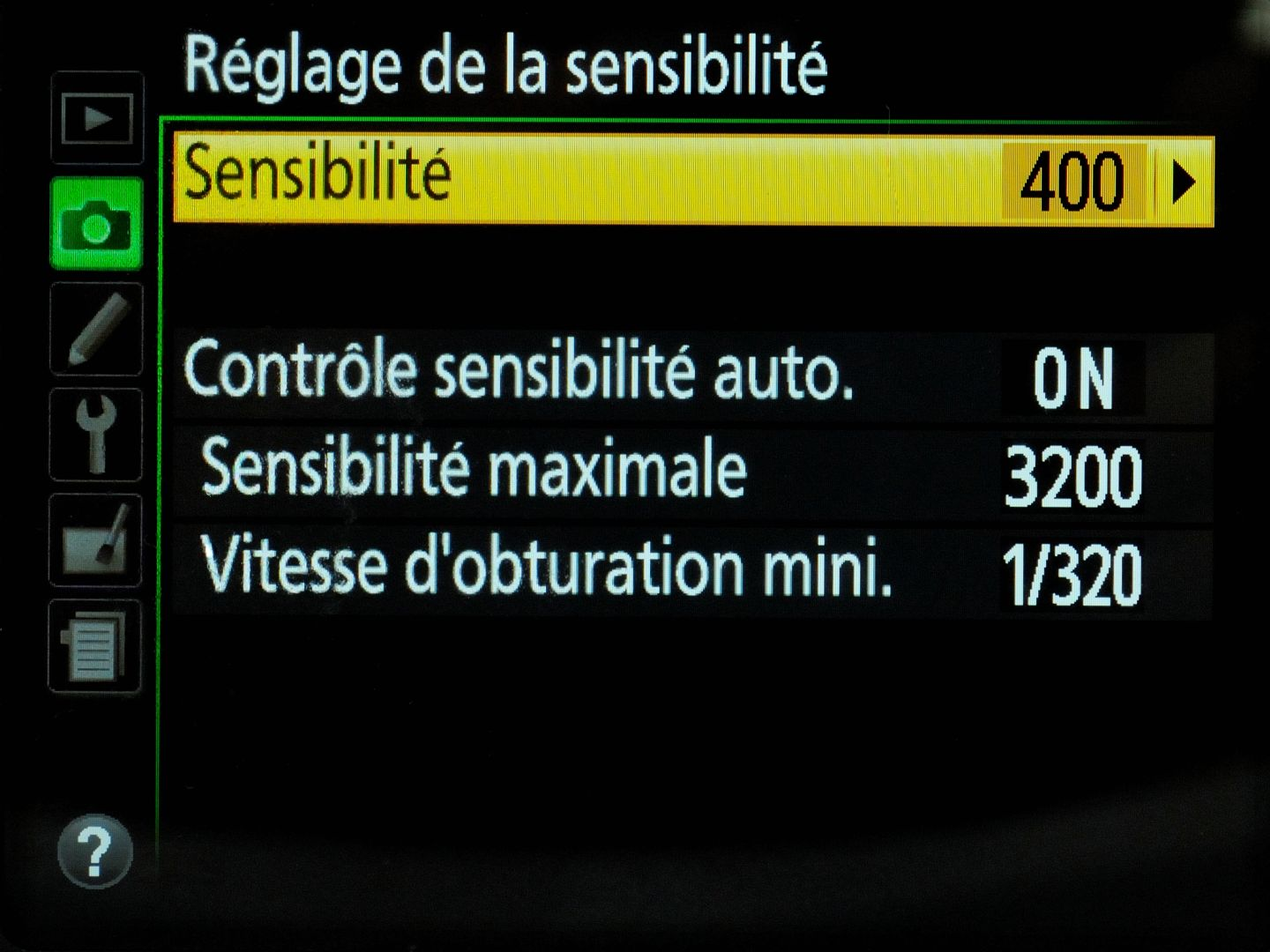
Écran de réglage de sensibilité ISO automatique évoluée.

Les reflex numériques reprennent, pour les modes d'exposition destinés aux utilisateurs avertis, les principes existant sur les appareils argentiques mais il s'y ajoute des modes plus complexes permis par un fonctionnement entièrement électronique, en particulier par la possibilité de faire varier la sensibilité ISO.
- Mode priorité diaphragme. Ce mode est le préféré de nombreux photographes, voire le seul qu'ils utilisent intensivement[40] car il permet un contrôle certain de l'image obtenue. Le diaphragme (donc la profondeur de champ et l'aspect général de l'image) est choisi par les photographes, puis l'appareil règle la vitesse. En surveillant que cette vitesse ne sorte pas des limites admissibles (essentiellement trop basse et donc susceptible de générer une image floue par bougé), le résultat est conforme à ce qui est souhaité. Par ailleurs, il permet d'utiliser ses objectifs à l'ouverture optimale.
- Mode priorité vitesse. Dans ce mode, les photographes choisissent la vitesse, puis l'appareil règle le diaphragme. C'est le mode recommandé pour les sujets mobiles, puisqu'on peut choisir un temps de pose qui assure une bonne netteté en figeant le mouvement ou, au contraire, qui crée un effet de flou ou de filé avec une vitesse basse. C'est toutefois un mode qui peut donner des résultats décevants car le nombre de valeurs d'ouverture utilisables est souvent très limité.
- Mode manuel. L'utilisateur choisit librement la vitesse et l'ouverture. Pour régler correctement l'exposition, il dispose du posemètre de l'appareil qui indique une valeur par rapport à l'exposition qu'il considère comme juste[41]. Le photographe peut aussi utiliser des mesures effectuées avec un posemètre séparé ou toute autre méthode de son choix sans faire appel aux indications de l'appareil. Ce mode est indispensable pour des cas particuliers où les posemètres intégrés donnent des résultats incertains (par exemple, la photo de spectacle) ou lorsque l'éclairage est fixe (par exemple, la photo en studio) et l'exposition doit l'être également, le posemètre intégré ne reflétant que les différences de luminance du sujet ou son importance dans le cadrage.
- Modes complexes. Les boîtiers reflex numériques étant contrôlés par microprocesseur et la sensibilité ISO étant variable (contrairement à l'argentique où elle est fixée par le type de film chargé dans l'appareil), de nouveaux modes d'exposition prenant en compte, de façon plus ou moins élaborée, les trois paramètres de l'exposition (diaphragme, vitesse, sensibilité ISO) sont devenus possibles. Les possibilités dépendent du modèle d'appareil mais, par exemple dans le mode priorité diaphragme, il est possible de définir une plage de variation de la sensibilité ISO et une vitesse d'obturation minimale. Cela crée un mode complexe où, à partir d'un paramètre contrôlé par le photographe, les deux autres paramètres de l'exposition varient suivant des règles adaptées au sujet photographié et au résultat souhaité. Des paramètres encore plus raffinés, comme la focale de l'optique utilisée, peuvent être pris en compte dans la détermination de la sensibilité et de la vitesse à utiliser comme sur les récents Nikon D600 et Nikon D7100[42].

### Modes d'exposition spéciaux
- Bracketing : Le bracketing consiste à faire varier automatiquement un paramètre de prise de vue dans une séquence de photos prises à la suite. Le plus connu est le bracketing d'exposition[43] mais on peut aussi faire varier la balance des blancs, la puissance du flash ou d'autres paramètres[44]. Les possibilités offertes dépendent du modèle d'appareil. Il est généralement possible de choisir le nombre d'images et le pas (ou incrément) de l'opération. Notez que certains modes de bracketing peuvent n'avoir aucun sens en fonction des réglages adoptés et l'appareil refusera généralement d'effectuer l'opération : par exemple, le bracketing de la balance des blancs n'a aucune utilité si vous photographiez en RAW puisque n'importe quelle correction de ce paramètre peut être effectuée en post-traitement.
- Focus stacking : Similaire au bracketing, le but est de prendre plusieurs photos simultanées en faisant varier la mise au point dans le but de les superposer et de créer une photo finale avec une très grande profondeur de champ.
- Bokeh numérique : effet numérique permettant de réduire artificiellement la profondeur de champ et d'isoler le sujet encore plus que ce que ferait une grande ouverture. De nos jours, lorsqu'on parle de bokeh, c'est implicitement pour parler de bokeh « désiré » (voulu par le photographe).
- Sans flash : Le flash étant interdit dans de nombreux lieux (musées, spectacles, etc.) et gênant dans d'autres, la plupart des modèles proposent un mode similaire au "Tout auto" mais avec désactivation du flash. Les adeptes de l'automatisme total peuvent ainsi utiliser leur appareil sans devoir faire appel à la technique.
- Surimpression : La surimpression c'est-à-dire la prise de plusieurs images sur la même surface sensible peut être utilisée soit dans un but artistique soit dans un but technique comme obtenir sur une même photo des éléments ayant des luminosités trop différentes pour faire l'objet d'une prise de vue unique. Cette fonction n'existe pas sur tous les modèles et elle peut faire l'objet de nombreuses options comme le nombre d'images à superposer et la correction automatique de l'exposition en fonction du nombre d'images. Certains modèles permettent aussi de superposer des photos au format RAW après prise de vue ce qui est une autre façon de travailler.
- HDR : Traitement numérique permettant de donner plus de contraste et de détails aux portions sombres et lumineuses d'une photo. Un nombre croissant d'appareils permet d'obtenir des prises de vue HDR directes, l'appareil effectuant automatiquement plusieurs prises de vue et les combinant pour créer une photo HDR. Cet effet permet par exemple de faire ressortir les détails de vitraux depuis l'intérieur d'une cathédrale, ou les détails de la neige et des rochers d'une photo d'hiver.
- Obturation silencieuse ou électronique : se dit d'APRN permettant de prendre des photos avec miroir levé, permettant un shooting parfaitement silencieux, sans risque de bougé. Ce système nécessite de passer en général par du « live view » pour réaliser le cadrage.
- Live view : Utilisation d'un reflex en mode tout numérique, sans passer par la visée optique. Ce système permet l'enregistrement de vidéos ou d'avoir une obturation silencieuse. Actuellement ces modes de visée ne permettent pas d'utiliser les fonctionnalités classiques de mise au point (collimateurs et MAP à corrélation de phase). La mise au point réalisée est en général à mesure de contraste, beaucoup plus lente et moins précise qu'en visée optique (TTL).
- Intervallomètre (time-lapse) : Fonctionnalité permettant de prendre une série de photos à intervalle fixe. En mettant bout à bout les photos, on peut créer un timelapse, c'est-à-dire une animation de la scène sur une longue période. Cette fonction est fréquemment utilisée pour montrer l'évolution d'un chantier industriel ou d'un phénomène se déroulant sur plusieurs heures (coucher de soleil, croissance d'une plante, etc.).

## Obturateur et modes de prise de vue
Les reflex sont équipés d'un obturateur plan focal à rideaux métalliques défilant verticalement. Cet obturateur, à contrôle électronique, offre typiquement des vitesses comprises entre 30 s et 1/4000 s et même 1/8000 s sur les modèles perfectionnés. Suivant le mode d'exposition choisi, la vitesse d'obturation peut être fixe (valeurs normalisées) ou variable en continu.
Les modes de prise de vue peuvent se répartir en trois catégories : vue par vue (chaque appui sur le déclencheur provoque la prise d'une photo), rafale (l'appareil prend des photos tant qu'on appuie sur le déclencheur) et modes spéciaux (poses très longues, déclenchement à distance, déclenchement différé, commande par un équipement externe, etc.).

### Vue par vue

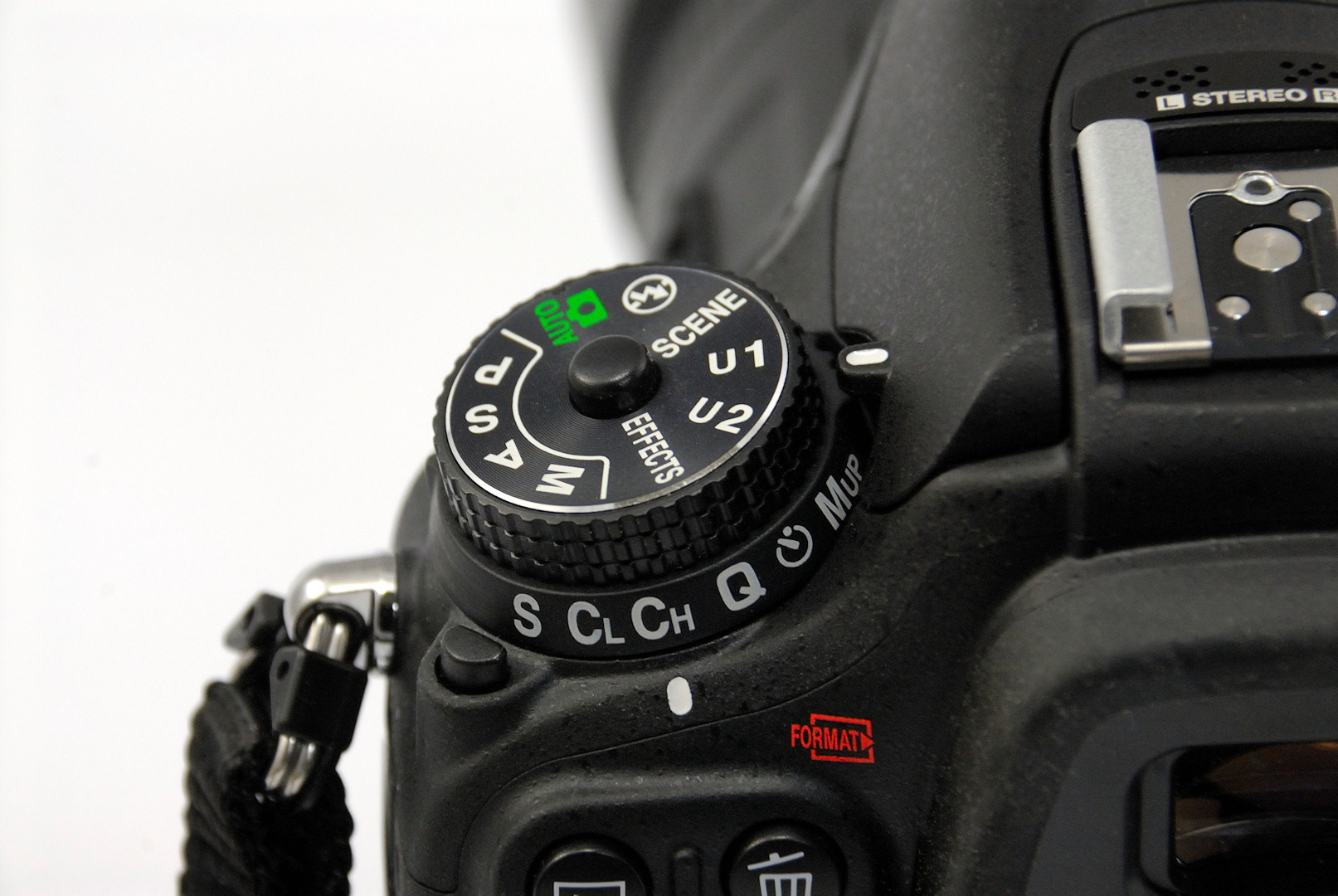
Molette de commande de mode de prise de vue avec deux vitesses rafale CL et CH.

Le mode vue par vue est le mode d'utilisation normal. Chaque appui sur le déclencheur provoque la prise d'une image (si l'appareil est prêt pour cette opération). À ce fonctionnement de base, il peut s'ajouter des options pour des cas particuliers. La principale est le relevé du miroir avant la prise de vue. En effet, le mouvement du miroir est susceptible, surtout si l'appareil est fixé sur un pied, de générer des vibrations pouvant réduire la netteté de l'image. Ce phénomène est principalement dû à des résonances mécaniques (entre l'appareil et le pied) qui se manifestent de manière imprévisible à certaines vitesses d'obturation[réf. souhaitée]. Relever le miroir avant la prise de vue proprement dite est la solution. Soit le miroir est relevé par une opération distincte soit l'appareil introduit automatiquement un délai entre le relevé du miroir et le déclenchement de l'obturateur (le temps que les vibrations s'amortissent). Certains modèles disposent d'un mode dit « silencieux » (quiet) l'appareil fonctionnant de manière à faire le moins de bruit possible. En particulier le miroir ne revient pas en position basse tant qu'on maintient le doigt sur le déclencheur ce qui permet de différer une partie du bruit.

### Rafale
En fonctionnement par rafale l'appareil prend des photos en continu tant qu'on maintient le doigt sur le déclencheur. La cadence de prise de vue est variable suivant l'appareil (généralement de 3 images par seconde à plus de 10 en fonction du niveau de gamme). Les chiffres fournis par les constructeurs doivent néanmoins être regardés avec attention. En effet, la cadence de prise de vue réellement obtenue peut aussi dépendre du type de fichier à enregistrer (JPEG ou RAW) et des réglages adoptés (le fait d'intégrer des corrections lors de l'enregistrement d'une image prend du temps)[réf. souhaitée]. Les modèles perfectionnés disposent généralement de deux modes rafale : un pour la vitesse maximale et un autre à vitesse réduite (éventuellement réglable par l'utilisateur). Le nombre de photos pouvant être prises à la suite dépend de la conception de l'appareil (vitesse de traitement et mémoire tampon), de la carte mémoire utilisée et parfois d'un réglage afin de le limiter, certains modèles pouvant prendre un grand nombre de photos à la suite ce qui n'est pas forcément souhaitable. Voir la section Enregistrement pour plus de détails sur le fonctionnement de la mémoire tampon.

## Optiques
Parmi les atouts essentiels du reflex numérique il y a naturellement la possibilité de changer l'objectif et même d'y monter pratiquement tout ce qui est imaginable en matière de système optique. En effet, du moment qu'on obtient l'image souhaitée dans le viseur, elle sera enregistrée ainsi lors de la prise de vue. Des montages optiques plus ou moins complexes et surprenants peuvent ainsi être réalisés, même par un amateur. Ainsi un boîtier reflex peut s'adapter à des utilisations très spécifiques, dans les domaines scientifiques par exemple, comme la microscopie, l'astronomie, la digiscopie[réf. souhaitée].
Les boîtiers reflex utilisent pour la fixation des objectifs une baïonnette qui permet le montage et le démontage en un quart de tour environ sans aucune possibilité d'erreur, avec un verrouillage qui assure à la fois une position précise de l'optique et la sécurité du montage. En revanche, chaque marque utilise une baïonnette spécifique et optiques et accessoires ne peuvent être échangés d'une marque à l'autre. D'autant moins que le tirage mécanique varie selon les marques. Il existe des bagues d'adaptation permettant de passer d'une marque à l'autre mais cette solution n'est envisageable que pour des usages très particuliers car on perd tous les automatismes et certains boîtiers reflex, particulièrement les modèles grand public, seront très difficile à utiliser ainsi car ils ne sont prévus pour fonctionner qu'avec des optiques capable de dialoguer avec le processeur de l'appareil. Les incompatibilités sont nombreuses. Par exemple, la majorité des objectifs actuels est dépourvue de bague de diaphragme, ce dernier étant commandé par le processeur de l'appareil. L'utilisation d'une telle optique sur un appareil exogène sera généralement impossible.

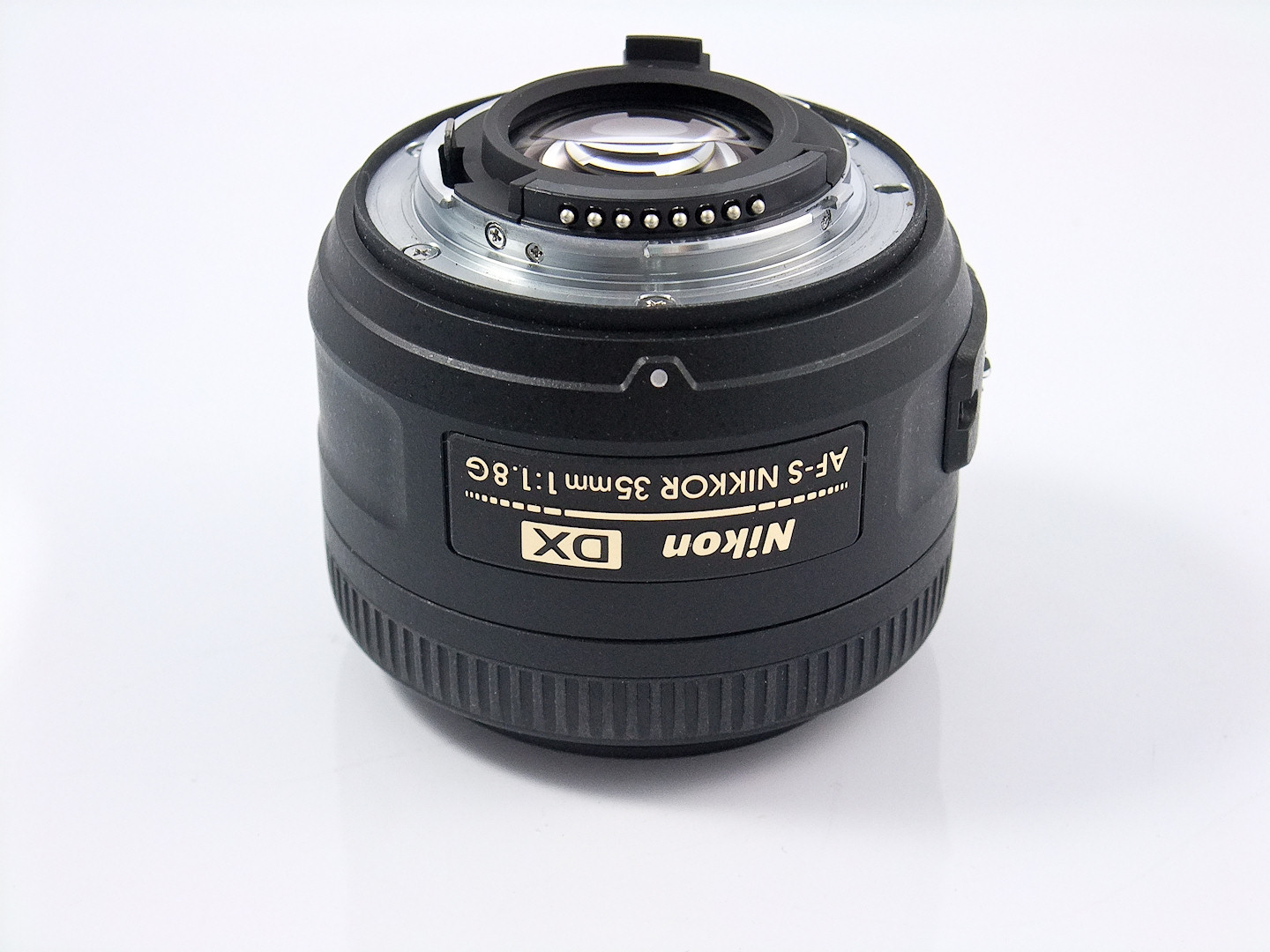
Contacts électriques sur la baïonnette d'un Nikon DX 1,8/35

Alors que, dans le passé, l'objectif était un élément séparé dont la communication avec le boîtier se limitait à la transmission mécanique du diaphragme, dans un reflex numérique il fait partie intégrante d'un système complexe et comporte un microprocesseur qui dialogue avec le processeur du boîtier sur lequel il est monté. Via une série de contacts électriques, il lui transmet diverses informations comme son type exact, la distance focale, la distance de mise au point. Il en reçoit également en retour comme la valeur du diaphragme à utiliser. Il peut aussi comporter un système de stabilisation dont le comportement sera modifié en fonction des ordres envoyés par le boîtier. La photo réalisée, elle pourra être corrigée automatiquement par le boîtier en fonction des paramètres fournis par l'optique : correction de l'aberration chromatique latérale et de la distorsion. Ce dernier point voit donc sa prise en charge fortement modifiée par rapport au passé. Alors que les fabricants d'optiques s'efforçaient de corriger la distorsion propre des optiques (parfois aux dépens d'autres caractéristiques et du prix) la correction de la distorsion est aujourd'hui souvent laissée au traitement interne du boîtier (les menus permettant d'activer ou non cette correction) ou au post-traitement[source insuffisante]. Du fait de cette intégration de plus en forte du fonctionnement de l'optique dans le fonctionnement global du système de prise de vue, il devient de plus en plus difficile de tenter d'utiliser ou d'adapter un objectif ancien ou fabriqué par un autre constructeur[source insuffisante]. Toutefois, les marques d'optiques indépendantes (telles que Sigma, Tamron ou Tokina) s'efforcent de conserver une bonne adaptation aux boîtiers des principaux constructeurs.

### Mise au point

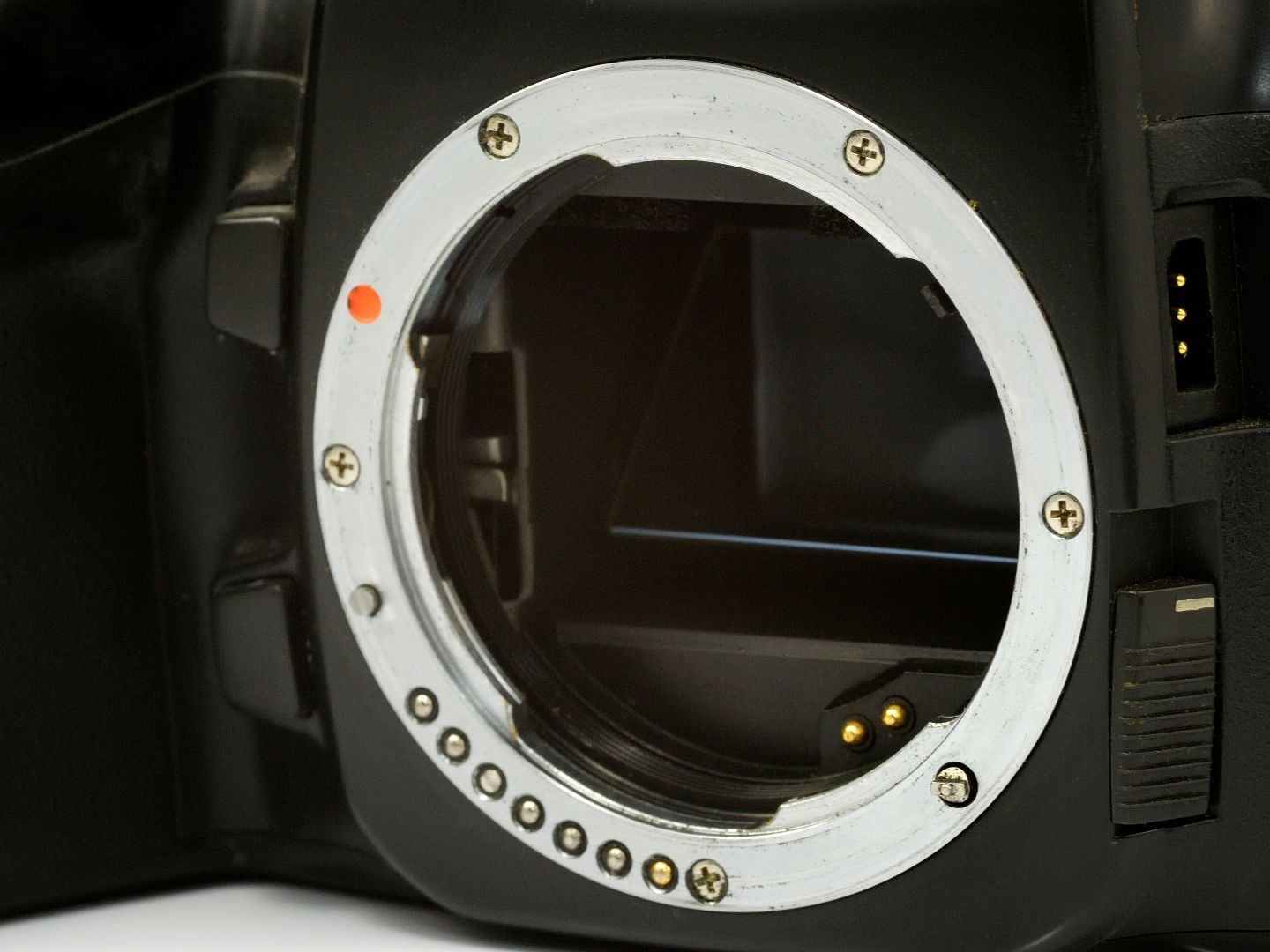
Baïonnette Pentax avec commande autofocus mécanique en bas à droite.

Presque toutes les optiques actuelles sont dotées d'un système de mise au point fonctionnant en association avec le système autofocus du boîtier. Il existe toutefois deux techniques différentes pour réaliser cette opération :
- moteur intégré au boîtier et transmission mécanique à l'objectif : c'est la formule traditionnelle. Techniquement la plus simple, elle présente divers inconvénients comme une certaine lenteur (surtout sur les longues focales) et la nécessité de passer en mode manuel pour la retouche du point car il existe une transmission mécanique rigide avec le moteur[réf. souhaitée].
- moteur intégré à l'objectif : plus moderne, plus rapide, plus silencieuse, surtout avec un moteur ultrasonique. Avec ce dernier on a accès à la retouche du point par simple action sur la bague de mise au point manuelle. Le principe du moteur intégré à l'objectif est utilisé de façon exclusive par les reflex Canon EOS et par les reflex Nikon grand public[réf. souhaitée].

Il faut souligner que certains boîtiers un peu anciens peuvent, pour la fonction autofocus, n'être compatibles qu'avec des objectifs à transmission mécanique et d'autres, plus récents, uniquement avec des objectifs à moteur intégré. Le choix d'un objectif implique donc la prise en compte de ce problème.
Les objectifs actuels permettent toujours la mise au point manuelle mais ils sont avant tout conçus pour fonctionner en mode autofocus. Ainsi la bague de mise au point peut n'avoir qu'une course très limitée, aller au-delà de l'infini et être dépourvue de toute échelle de profondeur de champ ce qui rend une mise au point manuelle difficile. En pratique, l'utilisation en mise au point manuelle doit se faire avec beaucoup de précautions, la visée reflex ne permettant pas une précision suffisante étant donné la définition des appareils actuels. Il faut soit disposer d'accessoires rares tels qu'une loupe de visée, un dépoli intégrant un stigmomètre, soit utiliser le mode de visée sur écran (live view) s'il permet un grossissement suffisant de la zone de mise au point. Certains boîtiers reflex offrent aussi une fonction télémètre électronique qui n'est rien d'autre que l'utilisation du système autofocus en mise au point manuelle. Cela peut être une aide efficace, en particulier avec les objectifs ne pouvant fonctionner en autofocus.

### Utilisation d'optiques anciennes

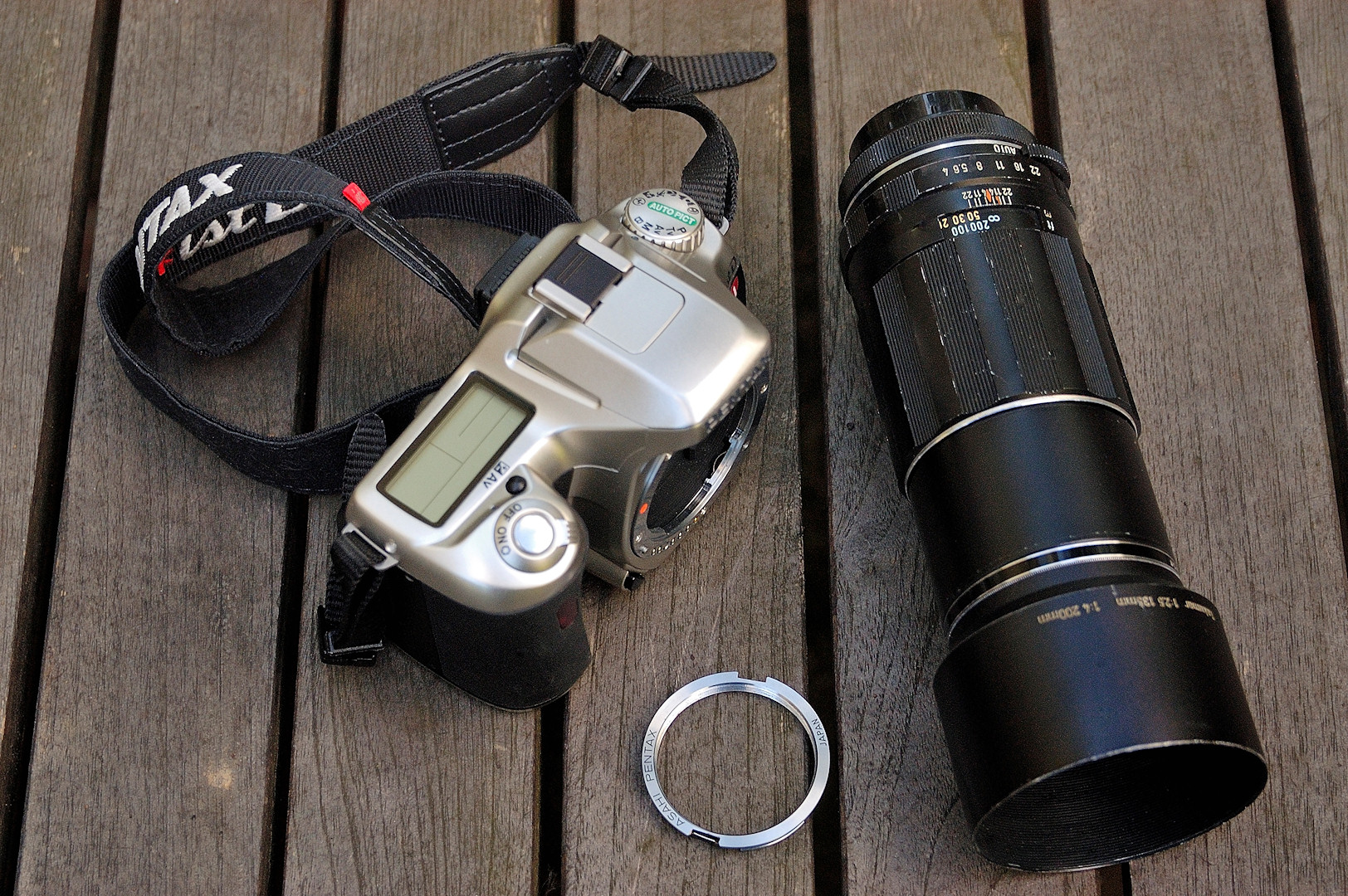
Objectif Pentax 4/200 M42 à vis, et un boitier reflex numérique Pentax (bague, au centre)

Pour l'emploi de d'optiques plus ou moins anciennes la politique des différents constructeurs diffère. Canon a changé son système de baïonnette en 1987 (système Canon EOS) et les optiques antérieures ne peuvent être utilisées. Nikon reste fidèle à sa baïonnette type F depuis 1959 et la plupart des optiques ou accessoires l'utilisant (depuis la version AI ou modèles antérieurs modifiés) sont toujours utilisables. Toutefois ils ne le sont vraiment que sur des boîtiers évolués (amateur haut de gamme ou professionnels) qui permettent d'exploiter un éventuel autofocus mécanique, un diaphragme mécanique et d'indiquer au processeur les caractéristiques de l'objectif utilisé. Chez Pentax, la monture K reste la même depuis 1975 et les objectifs l'utilisant peuvent donc se monter directement, leur exploitation dépendant du modèle de boîtier. Les optiques plus anciennes (monture M42 à vis) peuvent se monter avec une bague d'adaptation simple car le tirage est identique mais tout (dont la commande de diaphragme) sera manuel limitant, en pratique, l'utilisation à des usages très particuliers.

### Types d'optiques

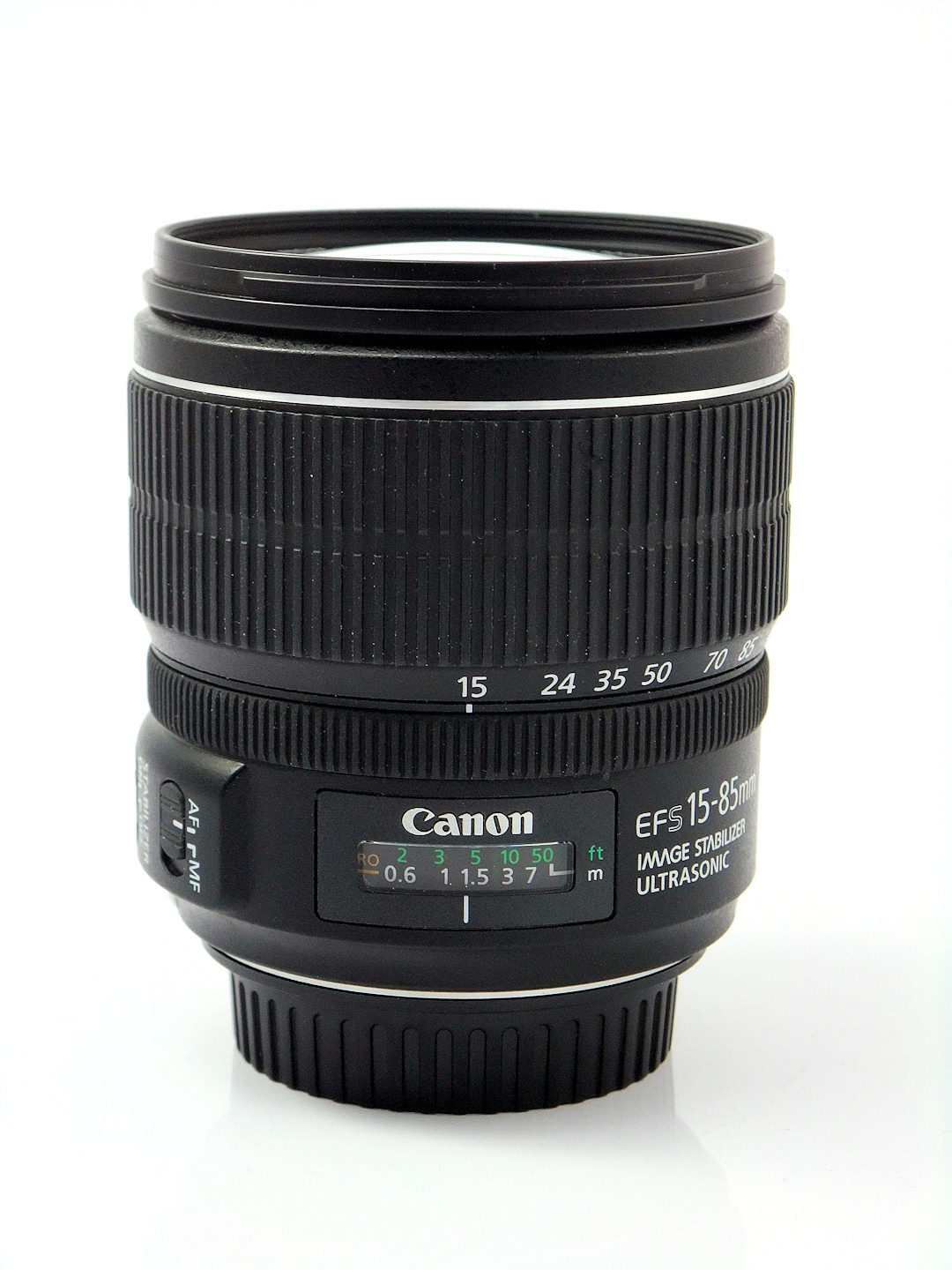
Zoom Canon 15-85 mm pour boîtier à capteur APS-C.

Un boîtier reflex pouvant être équipé de diverses tailles de capteur (principalement APS-C et 24 × 36 mm) il est nécessaire que l'optique utilisée couvre au mieux le capteur dont il est doté. En pratique il existe deux types d'optiques : pour boîtiers à capteur APS-C et pour boîtiers à capteur 24 x 36 mm (dits "plein format"). Les optiques conçues pour capteur APS-C ne peuvent être utilisées avec capteur 24 x 36 mm : elles introduiraient un important vignettage leur cercle image étant d'un diamètre trop faible. En revanche, les optiques conçues pour capteur 24 x 36 mm peuvent être utilisées avec des boîtiers dotés d'un capteur APS-C ou plus petit mais le facteur de conversion plus élevé réduira l'angle de champ : de ce fait, ces optiques ne permettront pas d'obtenir une focale grand angle. Pour de nombreux usages courants, leur remplacement par un zoom ou un objectif grand angle adaptés à ce format de capteur s'imposera. En revanche, le facteur de conversion est très favorable pour disposer d'un téléobjectif puissant.
En pratique, les constructeurs (Canon, Nikon et les constructeurs d'optiques indépendants) proposent deux gammes d'optiques : l'une pour appareils à capteur 24 × 36 mm, l'autre pour appareils à capteur APS-C avec des dénominations spécifiques (EF-S chez Canon, DX chez Nikon, DC chez Sigma). La gestion des optiques pour APS-C diffère suivant les constructeurs : Canon interdit leur montage sur les boîtiers plein format, Nikon assure leur reconnaissance par le boîtier sur lequel on les monte et met automatiquement en service un recadrage du capteur au format APS-C (procurant donc des images de définition réduite) avec matérialisation par un cadre dans le viseur. L'existence de deux types d'optiques correspondant à des tailles de capteur différentes se justifie par la recherche d'une adaptation optimale à la fois sur le plan technique (particulièrement pour les grands angles), pratique (poids et encombrement) et commercial (coût).

## Traitement d'image
Entre les données numériques issues du capteur et une image dans un format standard comme le JPEG, l'appareil doit effectuer un très grand nombre d'opérations. Réunies sous le terme de traitement d'image, elles comportent de nombreuses étapes qui peuvent être contrôlées par l'utilisateur afin d'obtenir un résultat adapté à la situation de prise de vue et conforme à ses attentes.

### Espace de couleur
Les reflex numériques offrent généralement le choix entre deux espaces de couleur : sRGB et Adobe RGB 1998. Ce choix va déterminer la façon dont l'appareil va traiter les couleurs. sRVB est l'espace couleur grand public, celui qui est utilisé pour le web et les services à destination du grand public (tirages couleur, livres photos, etc.). Adobe RGB 1998 est un espace couleur plus large, adapté aux utilisations professionnelles ou amateur exigeantes (édition, impressions de haute qualité).
Le choix de l'espace couleur Adobe RGB 1998 implique que l'on effectue (avec un logiciel adapté) une conversion de profil pour les utilisations grand public de ses images, sous peine d'une restitution des couleurs pouvant être décevante. Plus généralement, le photographe devra s'impliquer dans la gestion de la couleur et utiliser des logiciels qui la prennent en compte.
Comme pour d'autres paramètres, il faut signaler que l'espace de couleur peut être modifié en post-traitement si la prise de vue a été effectuée en RAW. On peut ainsi choisir d'autres espaces que ceux qui sont proposés par l'appareil, en particulier un espace plus large comme ProPhoto RGB (en). Toutefois ce genre de démarche exige une excellente maîtrise de la gestion de la couleur et un équipement adapté. En particulier un écran dit « wide gamut », capable d'afficher toutes les couleurs gérées, est beaucoup plus onéreux que les écrans courants.

### Balance des blancs
Le paramètre le plus connu du traitement d'image est sans doute la balance des blancs qui consiste à équilibrer les couleurs en fonction de la température de couleur de l'éclairage de la scène photographiée. En son absence, les couleurs pourront sembler « jaunies » ou, au contraire, « bleuâtres ». En pratique, en photo numérique, cela consiste à équilibrer les données RVB lors du dématricage. Cette opération peut être automatique (l'appareil disposant d'un capteur lui permettant d'estimer la valeur à utiliser) mais l'utilisateur peut aussi choisir une valeur fixe correspondant à une situation standard (prise de vue au soleil, à l'ombre, avec un éclairage artificiel, etc.). Il est également possible d'effectuer une mesure précise avec une charte de gris pour une parfaite adéquation à une situation où toute erreur serait préjudiciable, par exemple en studio.
À ces modes classiques, les reflex perfectionnés actuels peuvent ajouter un grand nombre de réglages subtils permettant d'affiner le résultat et offrent même d'autres méthodes de réglage. Dans tous les cas, il convient de se souvenir que, si l'on effectue une prise de vue au format RAW, la balance des blancs n'est qu'un paramètre qu'on peut modifier à volonté en post-production. C'est une solution qui, contrairement à la prise de vue en JPEG, évite toute erreur irrattrapable lors de la prise de vue.

### Réglages de base
Comme la plupart des appareils numériques, les reflex offrent des réglages pour laisser à l'utilisateur le choix entre plusieurs valeurs de contraste, luminosité, saturation, netteté et éventuellement d'autres paramètres intervenant dans le rendu de l'image finale. Les possibilités varient suivant les marques et les modèles et peuvent être regroupées sous diverses appellations. Il est généralement possible de mémoriser un ou plusieurs réglages favoris et des ensembles de préréglages peuvent également être disponibles.
Les choix à adopter dépendent des goûts de l'utilisateur mais aussi de l'appareil utilisé, tel ou tel réglage ne donnant pas le même résultat sur deux modèles d'appareil différents, même de marque identique. Les utilisateurs exigeants devront donc effectuer des essais. Toutefois le problème n'est vraiment important que pour les photos au format JPEG, pour les photos réalisées au format RAW, il ne s'agit, là encore, que de paramètres modifiables à volonté en post-traitement.

### Corrections de dynamique
Le capteur d'un reflex numérique peut enregistrer une dynamique lumineuse très importante. La restituer sur un écran ou une impression est pratiquement impossible. Les zones sombres seront sans détail et les zones lumineuses pourront sembler brûlées. Pour remédier à ce problème, les constructeurs ont intégré dans le traitement d'image une correction de dynamique qui, lorsque la chose est nécessaire, c'est-à-dire le contraste de la scène très important, éclaircit les zones sombres et assombrit les zones claires. Ce système porte des noms variés en fonction des marques : par exemple « Auto Lighting Optimizer » chez Canon, « D-Lighting » chez Nikon. Suivant les marques et les modèles ces dispositifs offrent divers réglages pour contrôler leur effet. Là encore, ce réglage peut être modifié en post-traitement si la prise de vue a été effectuée en RAW.

### Corrections des défauts optiques
Les objectifs, particulièrement les zooms et les modèles grand public, présentent divers défauts et certains, comme la distorsion et le vignettage, peuvent être très gênants pour certaines prises de vue. La solution classique consiste à les corriger en post-traitement, certains logiciels, comme DXO, étant spécialement adaptés à ces corrections mais l'opération est possible avec n'importe quel logiciel de traitement d'image. Désormais toutefois, de nombreux constructeurs intègrent des corrections automatiques, plus ou moins complètes et élaborées dans le traitement d'image. Le plus courant est la correction automatique de l'aberration chromatique latérale, défaut extrêmement courant et très gênant dès que l'on examine les détails de l'image. Cette correction ne peut généralement pas être désactivée. Il en va autrement de la correction de distorsion. Cette dernière permet à partir des données fournies par l'objectif utilisé, de corriger la distorsion en coussinet et surtout en barillet qui donne, avec un grand angle, des lignes courbes. Cette correction est désactivable car le revers de la médaille est une réduction de l'angle de champ. Elle peut donc être gênante dans les situations où la distorsion restera invisible mais toute réduction de l'angle de champ préjudiciable. Enfin il est possible de corriger le vignettage (assombrissement des angles de l'image), cette correction étant aussi généralement désactivable car pouvant avoir des effets pervers.

## Types de fichier
Un APRN est capable de produire deux types de fichier : JPEG et RAW. Sur de nombreux modèles il peut aussi les produire simultanément. Cette possibilité est intéressante car, pour certaines utilisations, il peut être nécessaire de disposer à la fois de la meilleure qualité possible (RAW) et de fichiers directement utilisables (pour impression, publication, transmission par mail ou autre). Certains modèles professionnels offrent également le format TIFF.
Le format JPEG est généralement disponible avec plusieurs tailles d'image (en pixels) et plusieurs taux de compression. Ces fichiers sont d'une taille plus ou moins réduite ce qui peut avoir un intérêt
. En revanche, le JPEG est un format d'image figé (par rapport au RAW) : il ne sera pas possible de corriger certaines erreurs et les possibilités de traitement sont limitées.
Le format RAW est constitué avant tout par les données brutes du capteur, il procure donc le maximum d'informations pouvant être enregistrées par l'appareil. L'image finale ne dépendra que de la manière dont ces données seront traitées. Ce choix est privilégié pour une utilisation plus poussée puisqu'on conserve ainsi le maximum d'information tout au long de la chaîne de traitement. Le RAW permet en effet, en post-traitement, de revenir sur certains choix de prise de vue (tels que la balance des blancs) ce qui est fort intéressant en cas d'erreur initiale. L'enregistrement des fichiers RAW peut (suivant les modèles) être offert avec diverses options comme la profondeur d'analyse (généralement 12 ou 14 bits) et le mode de compression (sans compression, avec compression sans pertes, avec compression et légères pertes)[réf. souhaitée]. Le format RAW présente toutefois deux inconvénients :
- il s'agit d'un format propriétaire (de la marque) et spécifique (à un modèle d'appareil) ce qui implique l'utilisation d'un logiciel adapté pour le traitement. Sinon les fichiers ne seront pas reconnus. Avec chaque nouvel appareil, une mise à jour du logiciel de traitement s'impose[73].
- les fichiers sont volumineux car chaque photosite se traduit par une valeur sur 12 ou 14 bits. Avec les capteurs qui atteignent ou dépassent 20 mégapixels, chaque image génère un fichier dépassant, souvent de loin, 20 mégaoctets.

## Enregistrement

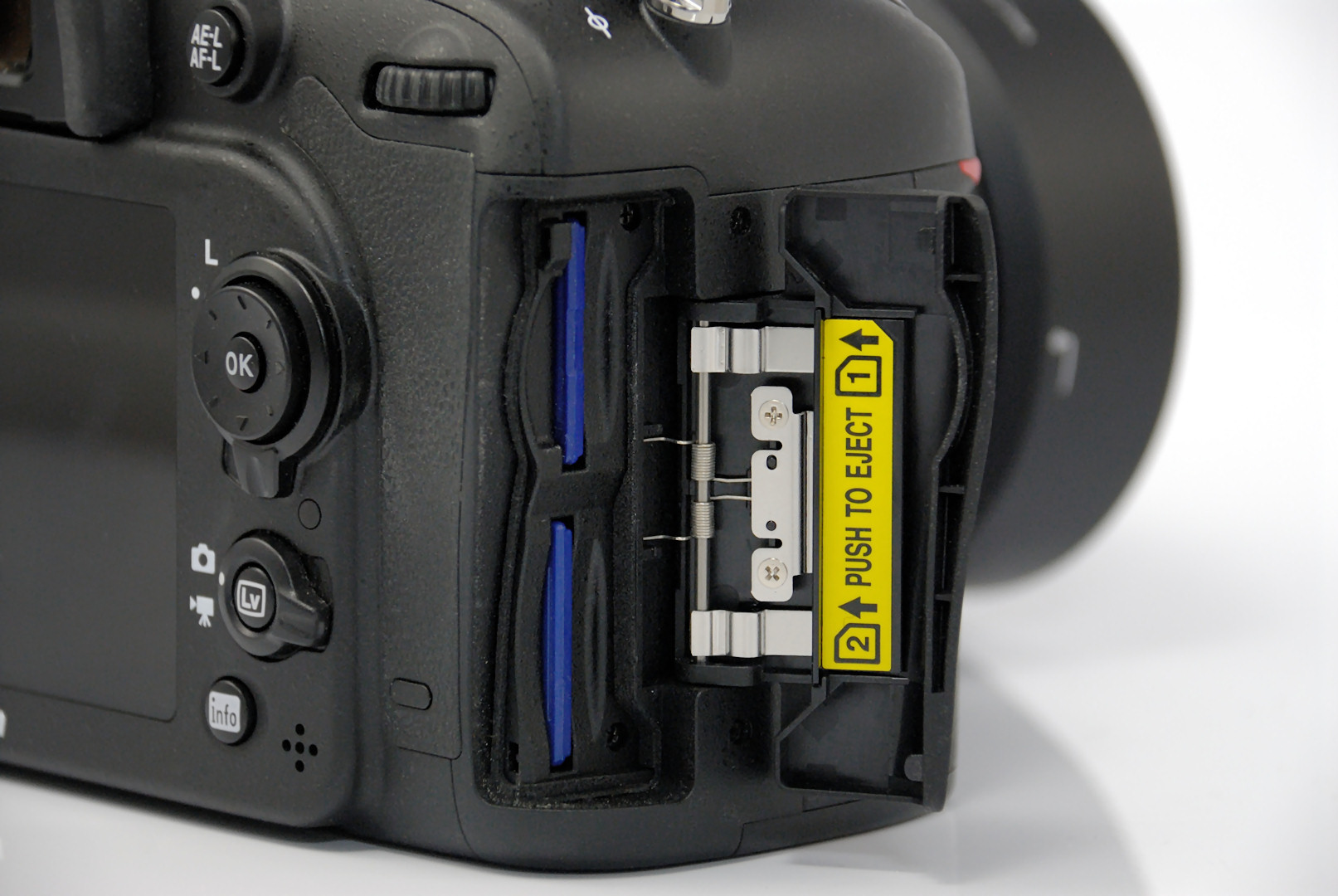
Double logement pour carte SD sur un Nikon D7100.

Comme les autres appareils photographiques numériques, les reflex enregistrent les photos (et éventuellement les vidéos) qu'ils produisent sur des cartes mémoire. Longtemps les cartes mémoires utilisées sur les reflex ont été du type CompactFlash et c'est toujours le cas pour la plupart des reflex professionnels (en raison de leur robustesse et d'une taille suffisante pour une manipulation aisée). Pour les reflex grand public, amateur et même certains modèles professionnels, la carte SD et ses diverses déclinaisons s'est imposée. Certains appareils (comme les Nikon D7000 et D7100 et divers modèles professionnels) disposent de deux emplacements pour carte mémoire ce qui permet d'offrir des possibilités supplémentaires. Toutefois les reflex, s'ils ne disposent pas, comme certains compacts, de mémoire interne pour le stockage, sont pourvus d'une mémoire tampon. En effet, l'écriture d'une grande quantité de données sur une carte mémoire demande du temps or un reflex fonctionnant en rafale en produit une masse considérable qui ne peut être absorbée en temps réel par la carte mémoire. Il est donc indispensable de stocker ces données dans une mémoire temporaire à partir de laquelle elles seront écrites sur la carte mémoire.
La taille de cette mémoire tampon définit le nombre d'images qui pourront être prise dans une même rafale sans ralentissement. Ce nombre est indiqué dans le viseur de l'appareil afin que l'utilisateur puisse le gérer au mieux. Il varie en fonction du type d'image enregistré (JPEG ou RAW et leurs variantes) et la taille de la mémoire tampon suit habituellement le niveau de gamme de l'appareil : un reflex professionnel dispose d'une mémoire tampon beaucoup plus importante qu'un modèle grand public. Naturellement on peut s'efforcer d'optimiser les performances en utilisant des cartes mémoire permettant une grande vitesse d'écriture. C'est ainsi qu'on a vu apparaître, sur les reflex professionnels, un nouveau format de cartes mémoires particulièrement rapides, les XQD.

## Alimentation

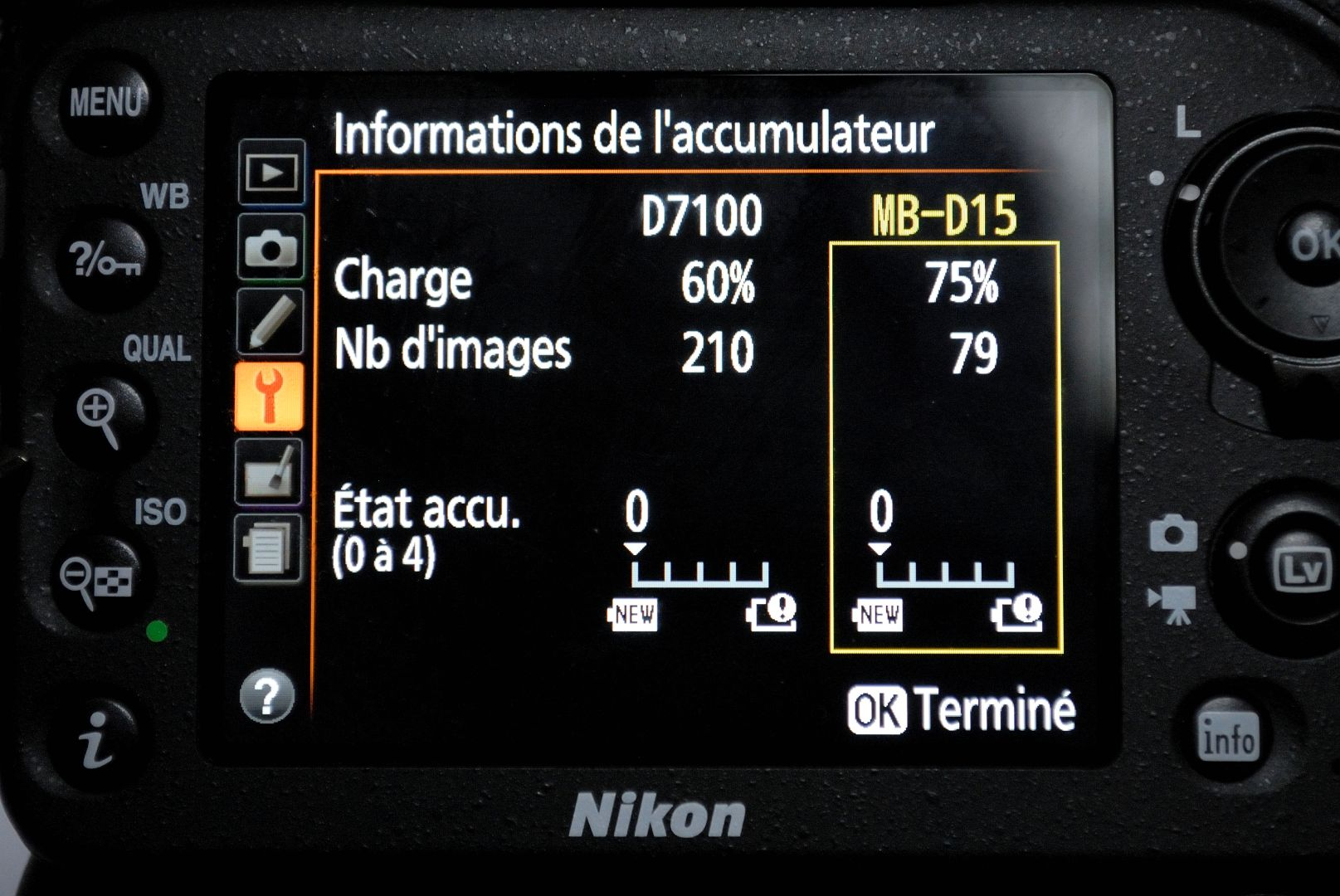
Écran d'information sur les batteries d'un Nikon D7100

Les reflex numériques sont alimentés par des batteries (ou accumulateurs) Li-Ion. Avec pour principale exception certains modèles Pentax qui peuvent être alimentés sur piles ou accumulateurs au format R6/AA. Les batteries sont spécifiques à chaque marque et souvent à chaque modèle ce qui ne permet donc pas l'échange ou le réemploi des batteries éventuellement possédées. Un chargeur est fourni lors de l'achat de l'appareil. Les reflex numériques peuvent aussi être alimentés sur secteur (et éventuellement sur d'autres sources électriques) via des adaptateurs en option.
Les possibilités d'alimentation peuvent, sur certains modèles, s'étendre en faisant appel à un grip disponible en option.
La durée d'utilisation et le nombre de photos possibles avec une batterie chargée est beaucoup plus importante qu'avec les autres modèles d'appareil car, si on n'utilise ni la visée sur écran ni la prise de vue vidéo, le capteur n'est mis sous tension qu'au moment de la prise de vue et la visée, purement optique, ne consomme aucune énergie électrique. Ainsi on peut, suivant le modèle d'appareil, prendre plusieurs centaines de photos voire dépasser le millier. Il est également possible de laisser l'appareil en marche pendant de longues périodes sans risquer de décharger la batterie puisque lorsque ni l'écran ni le capteur ne sont sous tension la consommation est très faible. Dans la pratique, le nombre de photos possibles avec une charge de batterie dépend beaucoup de l'équipement utilisé (objectifs, accessoires divers alimentés par l'appareil) du type de prise de vue et des habitudes de l'utilisateur. L'autonomie annoncée par le constructeur, généralement suivant les normes CIPA, n'est qu'une indication. Dans la réalité elle est généralement inférieure.
Les reflex disposent au minimum d'un témoin de charge de la batterie et, sur de très nombreux modèles, d'informations détaillées donnant la charge restante en pourcentage et des informations diverses comme le nombre de photos réalisées depuis la dernière recharge et l'état d'usure de la batterie utilisée.

## Connexions
Les reflex numériques disposent de possibilités de connexion plus ou moins importantes suivant leur niveau de gamme et l'utilisation prévue par leur fabricant. Ces possibilités ont évolué, au cours des années, avec la diffusion de plus en plus importante du reflex numérique à partir du début des années 2000.
- USB : Tous les reflex on rapidement adopté l'interface USB comme connexion vers un ordinateur ou autre équipement similaire. Il s'agit généralement d'une interface USB 2.0 permettant, entre autres fonctions, de transférer les photos vers un ordinateur. Cette interface est très souvent couplée avec une sortie vidéo composite permettant l'affichage des photos, en basse définition, sur un écran. Un câble offrant à la fois une connexion USB et une connexion vidéo composite est fourni[réf. nécessaire].
- HDMI : La sortie vidéo composite n'offrant qu'une qualité d'image très modeste, les reflex sont désormais dotés d'une sortie vidéo numérique HDMI permettant le raccordement à un téléviseur ou autre écran disposant de ce type d'entrée. Le connecteur est de type C (mini-HDMI) mais aucun câble n'est généralement fourni : il doit être acquis séparément[réf. nécessaire].

## Ergonomie
Suivant le type d'utilisateur visé, les reflex présentent une ergonomie sensiblement différente, les besoins et les compétences n'étant pas les mêmes. On peut distinguer trois types de reflex, de ce point de vue qui se reflète d'ailleurs dans la segmentation de gamme de certains constructeurs. Les modèles grand public, les modèles amateur (parfois qualifiés de semi-professionnel) et les modèles professionnels.
Dans tous les cas, il convient de comprendre que les reflex numériques ne comportent que des commandes électriques (avec, pour exception notable, un verrou mécanique pour l'optique). L'ensemble de l'appareil étant géré par microprocesseur, il est donc possible, par logiciel, de changer à volonté l'action de chaque touche, sélecteur ou roue de commande. Suivant le niveau de gamme, le constructeur offre donc, de manière plus ou moins étendue, cette possibilité qui permet d'adapter finement l'appareil aux besoins ou aux habitudes de son utilisateur. Sur les appareils évolués (amateur haut de gamme et professionnels) il est possible de mémoriser plusieurs configurations (pour des usages ou des utilisateurs différents) et de les rappeler à volonté. C'est une prestation indispensable sur les appareils complexes où la multitude de réglages et d'options rendrait difficile l'utilisation dans des contextes variés.

### Grand public

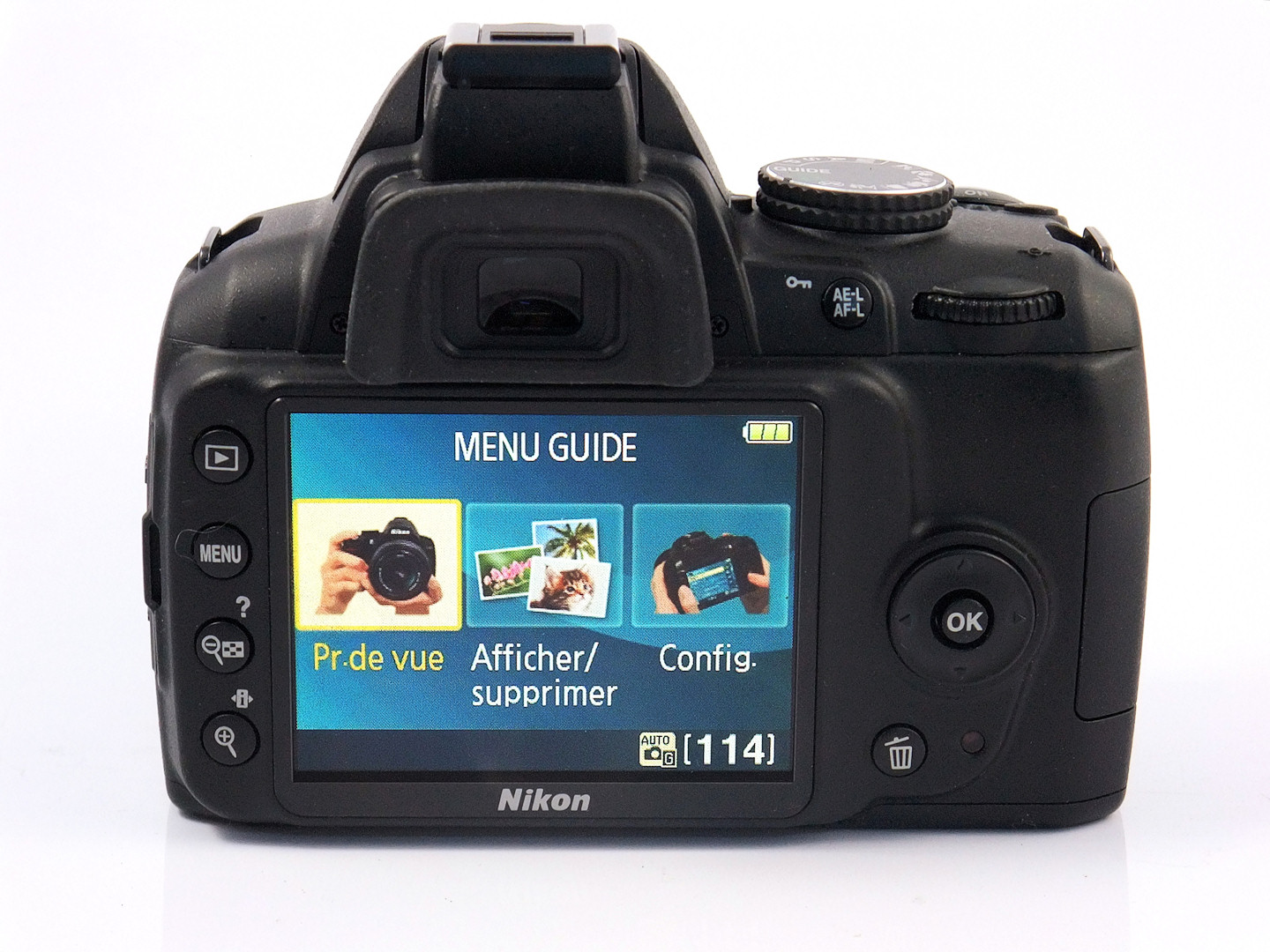
Nikon D3000 avec interface graphique

Pour le grand public, un reflex doit être peu encombrant, léger et simple à utiliser. Les commandes doivent être en nombre limité car leur usage doit être évident. De ce fait, la plupart des réglages passent par l'utilisation de l'écran arrière soit avec des menus soit avec un système d'accès plus rapide comme la sélection directe du paramètre à modifier. Certains constructeurs offrent un affichage graphique et simplifié des réglages et ajoutent parfois une aide intégrée. Cette simplicité d'utilisation a pour inconvénient une certaine lenteur lors des prises de vue : il est par exemple fréquemment nécessaire de quitter le viseur de l’œil pour effectuer un réglage et parfois de dérouler des menus. Par ailleurs, les dimensions réduites du boîtier rendent la prise en mains moins agréable[réf. souhaitée], les dimensions de la main humaine restant les mêmes. À tout cela s'ajoute généralement, comme indiqué plus haut, un viseur moins performant (grossissement plus faible et luminosité en retrait). Ce n'est toutefois gênant que pour des usages très spécifiques[réf. souhaitée].

### Amateur

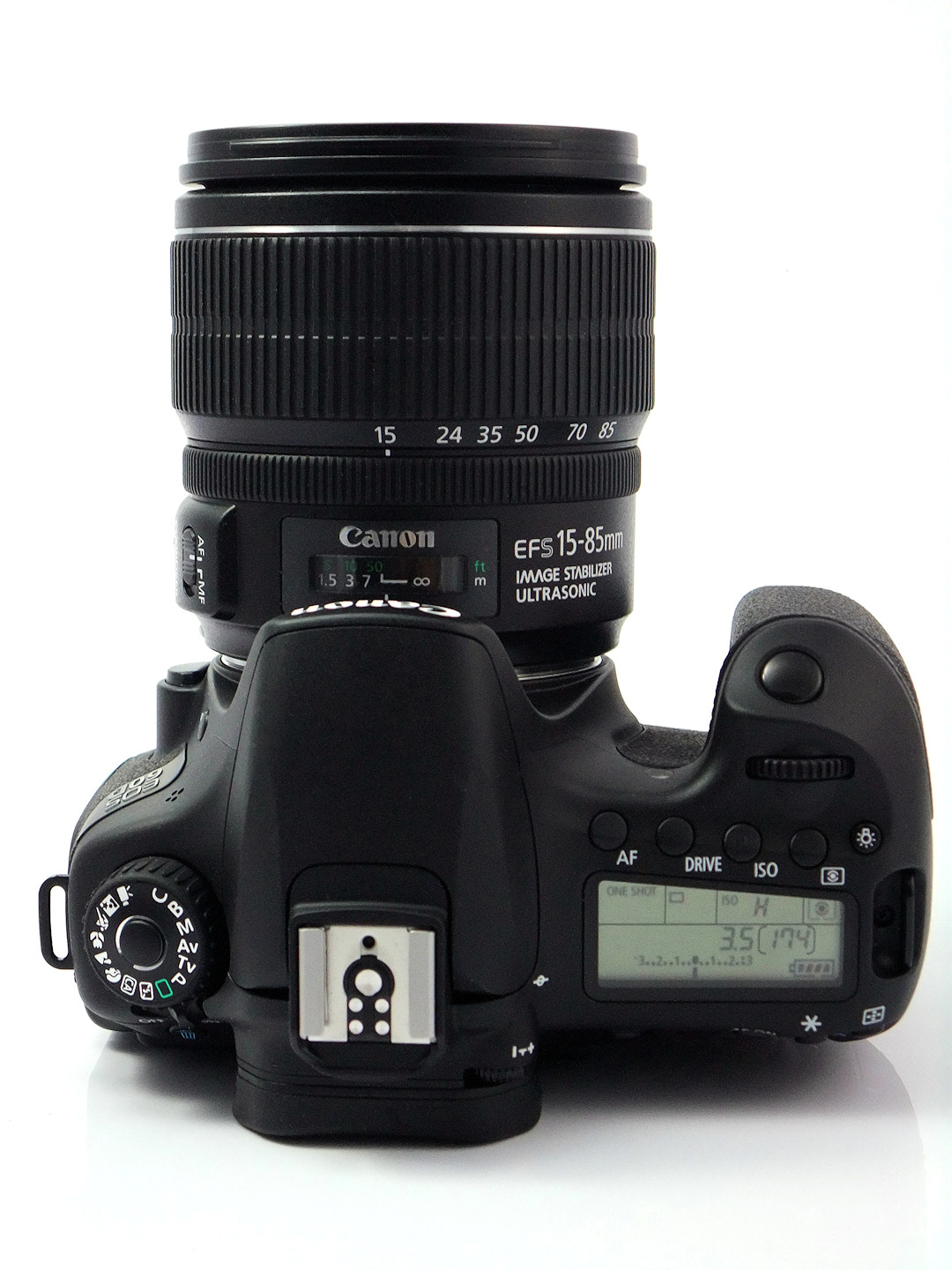
Canon EOS 60D avec écran LCD supérieur.

Les reflex destinés aux amateurs passionnés de photographie doivent permettre, tout en restant d'un prix contenu et d'un encombrement limité, sensiblement les mêmes choses que les reflex professionnels. Leur ergonomie est donc proche de celle de ces derniers avec un plus grand nombre de commandes permettant la plupart des réglages nécessaires à la prise de vue sans passer par l'écran arrière. Toutefois ils conservent certains éléments des reflex grand public avec des modes entièrement automatiques et des modes « résultat » dits « scène » ou « style » tels que paysage, portrait, etc. Typiquement un reflex amateur dispose, comme un modèle professionnel, de deux roues de contrôle (au lieu d'une sur un modèle grand public) et d'un écran LCD supérieur pour la visualisation rapide des réglages. Tout est fait pour que l'utilisateur puisse régler les paramètres essentiels de prise de vue sans quitter le viseur de l’œil.
Ce mode d'utilisation implique une habitude certaine et régulière de la prise de vue : un utilisateur occasionnel aura du mal à poser instinctivement ses doigts sur la commande adéquate. Le viseur est visiblement meilleur que celui d'un modèle grand public le pentamiroir étant remplacé par un pentaprisme (nombre de modèles offrent un viseur 100 %) et l'appareil offre également de meilleures performances dans des domaines comme la prise de vue en rafale. Le système autofocus est souvent plus élaboré mais aussi beaucoup plus complexe avec de nombreux réglages et options. Globalement, un appareil à destination des amateurs exigeants implique de bonnes connaissances techniques de la part de son utilisateur. Dans cette catégorie, on trouve également bon nombre de modèles dotés d'un écran orientable ce qui peut être un élément important, en particulier pour la prise de vue vidéo. Il est également fréquent que ces appareils soient conçus pour mieux résister à des conditions climatiques difficiles (étanchéité à la poussière et l'humidité)[réf. souhaitée].

### Professionnel

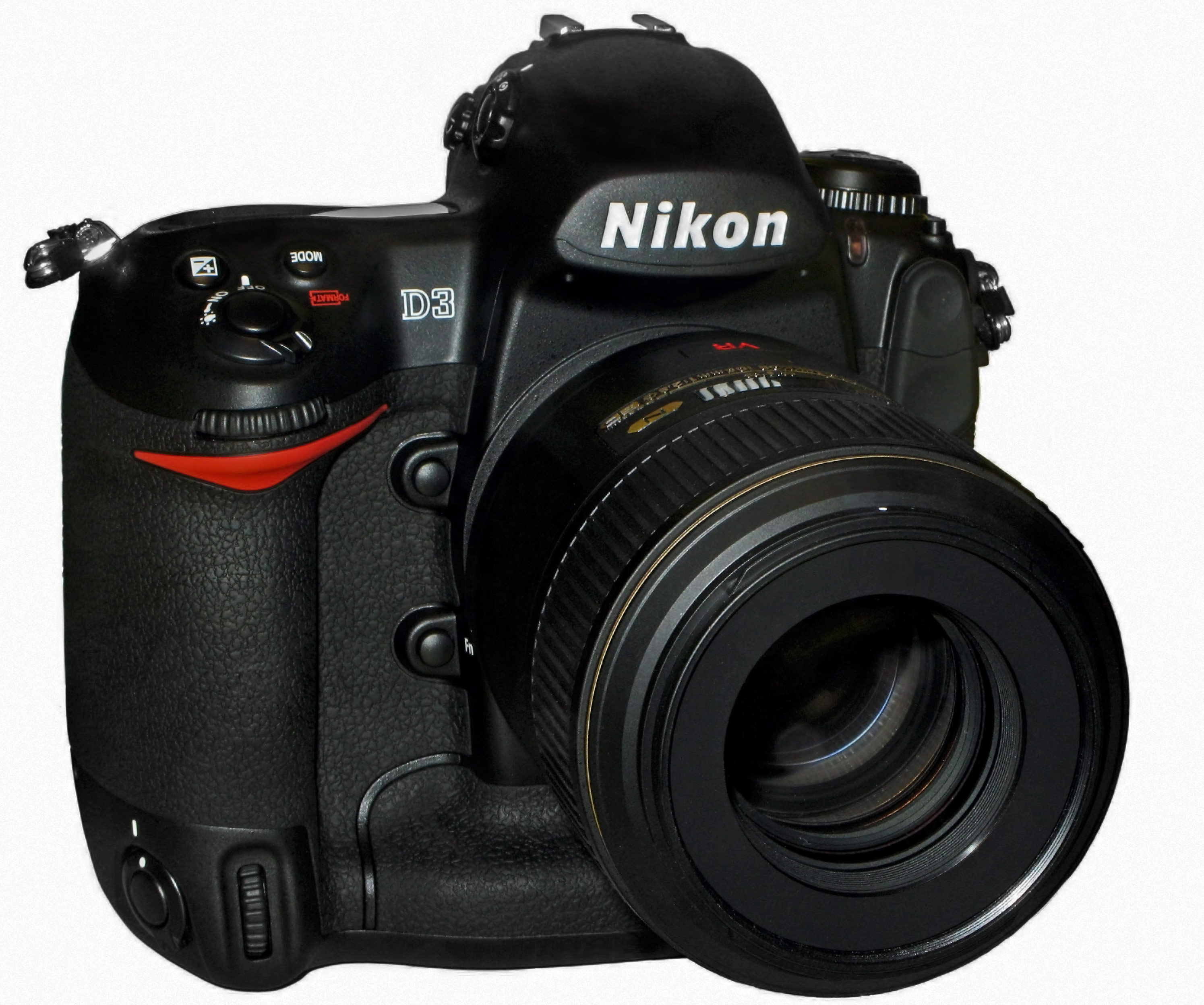
Nikon D3 avec, en bas à gauche, le déclencheur vertical

Depuis l'année 2010 environ, les reflex professionnels regroupent presque exclusivement des modèles à capteur 24 × 36 mm (dits plein format, en anglais full-frame). De ce fait (même si d'autres causes interviennent) ils sont plus encombrants et plus lourds que les autres catégories. Ils existent sous deux types : le type compact étant d'aspect similaire à un reflex amateur et le type intégrant une poignée étant nettement plus volumineux. La poignée, qui peut être ajoutée en option sur bon nombre de reflex compacts amateurs ou professionnels sous le nom de grip, offre en effet une prise en main aussi efficace en cadrage vertical qu'en cadrage horizontal. Un point essentiel pour certains usages où une forte proportion de photos est prise en cadrage vertical. Cette poignée comporte en effet un déclencheur spécial pour cette utilisation ainsi que diverses autres fonctions accessoires. Elle permet aussi de disposer de modes d'alimentation assurant une très longue autonomie.
Les reflex professionnels utilisent évidemment les composants les plus performants du moment et l'accent est mis sur leur vélocité, aussi bien pour le fonctionnement du système autofocus que pour la prise de vue en rafale. Tout cela est accompagné d'une multitude de réglages et de possibilités de configuration afin de répondre au mieux à toutes les situations et aux habitudes personnelles de l'utilisateur. Le coût élevé de ce type d'appareil est aussi en partie dû au fait qu'il est prévu pour un usage dans des conditions souvent rudes (froid, chaleur, humidité, poussière, vibrations) et qu'il doit pouvoir réaliser sans faiblir plusieurs centaines de milliers de déclenchements.

## Accessoires

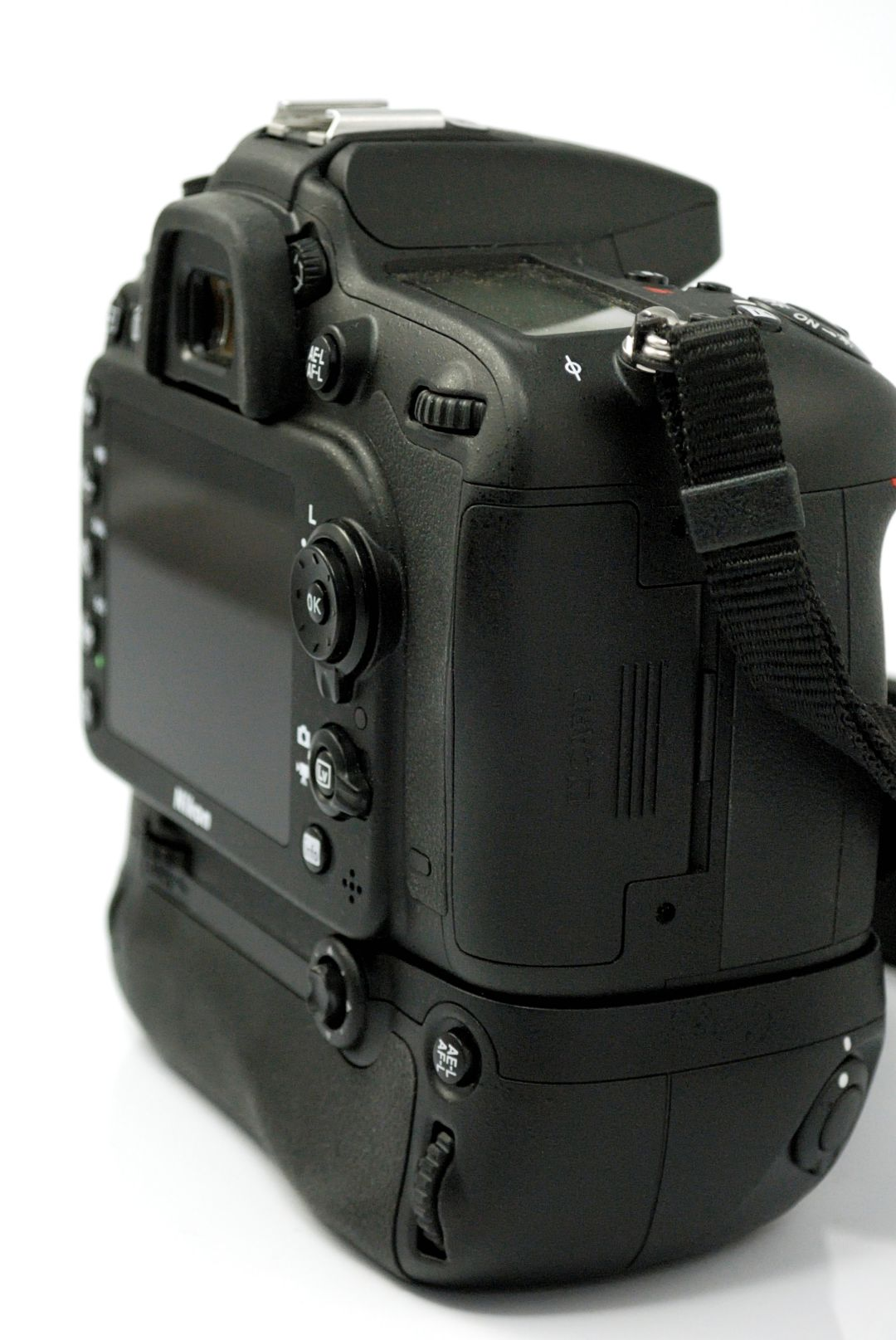
Boitier reflex équipé d'une poignée avec déclencheur et report des commandes pour cadrage vertical.

Pour répondre à des besoins particuliers ou améliorer leurs prestations dans certains domaines, les reflex peuvent se voir adjoindre divers équipements accessoires soit génériques soit spécifiques à un modèle particulier.

### Grip
Le grip est une poignée qui facilite la prise en main et l'utilisation de l'appareil en cadrage vertical. Elle comporte non seulement un déclencheur mais aussi les commandes essentielles dont on dispose en cadrage horizontal afin d'offrir la même ergonomie dans les deux sens de cadrage. Son volume intérieur est utilisé pour fournir une source d'alimentation, certains modèles pouvant ainsi être également alimenté par des éléments (piles ou batteries) de type AA/R6 ce qui peut être essentiel si on envisage un long séjour loin de toute source d'alimentation électrique.

### Télécommandes, déclencheurs et transmissions sans fil
Le déclencheur souple mécanique n'existe plus car les reflex numériques sont à commande électrique : il est remplacé par une télécommande, plus ou moins élaborée. Les plus simples sont des télécommandes infrarouges (ce qui implique que l'appareil commandé dispose d'un récepteur), les plus élaborées des télécommandes radio qui comprennent donc un émetteur et un récepteur avec différents niveaux de perfectionnement et des possibilités plus ou moins étendues. Il existe aussi des commandes filaires à brancher une prise accessoires de certains boîtiers. La tendance est à la liaison Wi-Fi qui peut être intégrée dans l'appareil comme sur le Canon EOS 6D ou disponible via un accessoire comme le Nikon WU-1a. Ce type de liaison permet à la fois la transmission des photos prises vers un appareil extérieur (ordinateur, tablette, smartphone) et la commande par ce même appareil dont l'écran peut servir à la visée.

### GPS

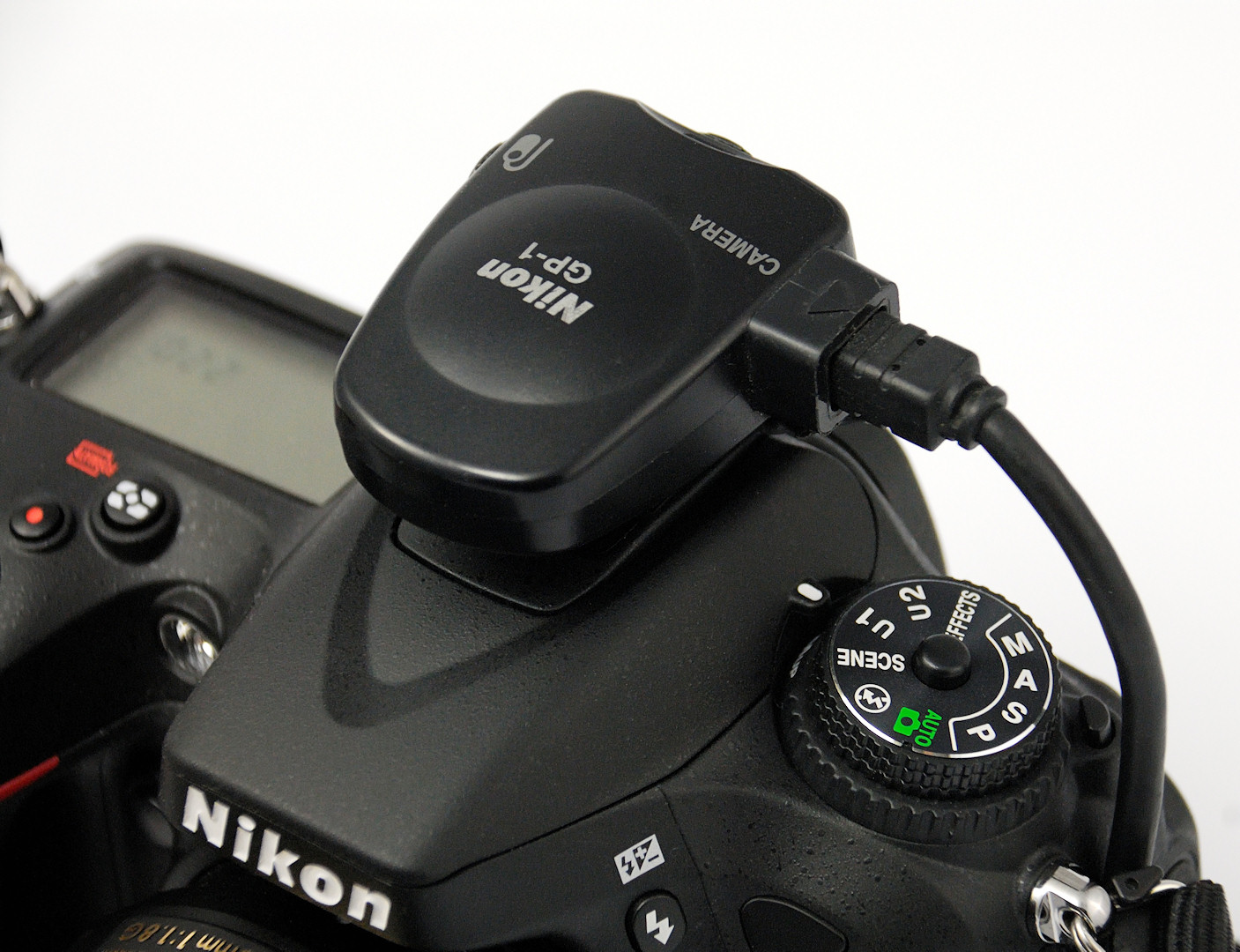
Tête GPS Nikon sur la griffe porte-flash

La géolocalisation des photos est un outil utile voire indispensable dans de nombreux domaines de la photographie. Des systèmes de géolocalisation par récepteur GPS sont disponibles pour la photo, soit comme équipement indépendant soit comme accessoire destiné à un modèle et enfin comme fonction intégrée dans un appareil avec le Canon EOS 6D. Les systèmes indépendants, par exemple le Sony GPS-CS3KA, ont pour inconvénient de nécessiter une opération supplémentaire pour géolocaliser les photos, c'est-à-dire associer une position GPS à une image précise mais aussi d'exiger une alimentation indépendante. Cet inconvénient n'existe pas si le GPS est intégré ou destiné à l'appareil : la position est directement écrite dans les données EXIF de la photo et le GPS est alimenté par l'appareil. Nikon propose une tête GPS GP-1 compatible avec la plupart des modèles amateur et professionnels de sa gamme. Pentax propose son O-GPS1 qui offre des fonctions très élaborées (boussole, traceur astronomique) mais qui est alimenté par pile AAA/R03. Le O-GPS1 se connecte à l'appareil via la griffe porte-flash et n'est donc pas compatible avec l'utilisation d'un flash devant être monté sur cette griffe.
Il est possible d'utiliser un système de réception GPS totalement indépendant du système photographique. Avec plus de difficulté pour faire correspondre une photo à des coordonnées géographiques précises. Un data logger peut convenir à cet usage. Certains logiciels, comme GeoSetter, permettent d'exploiter leurs données pour la photo.

## Marché

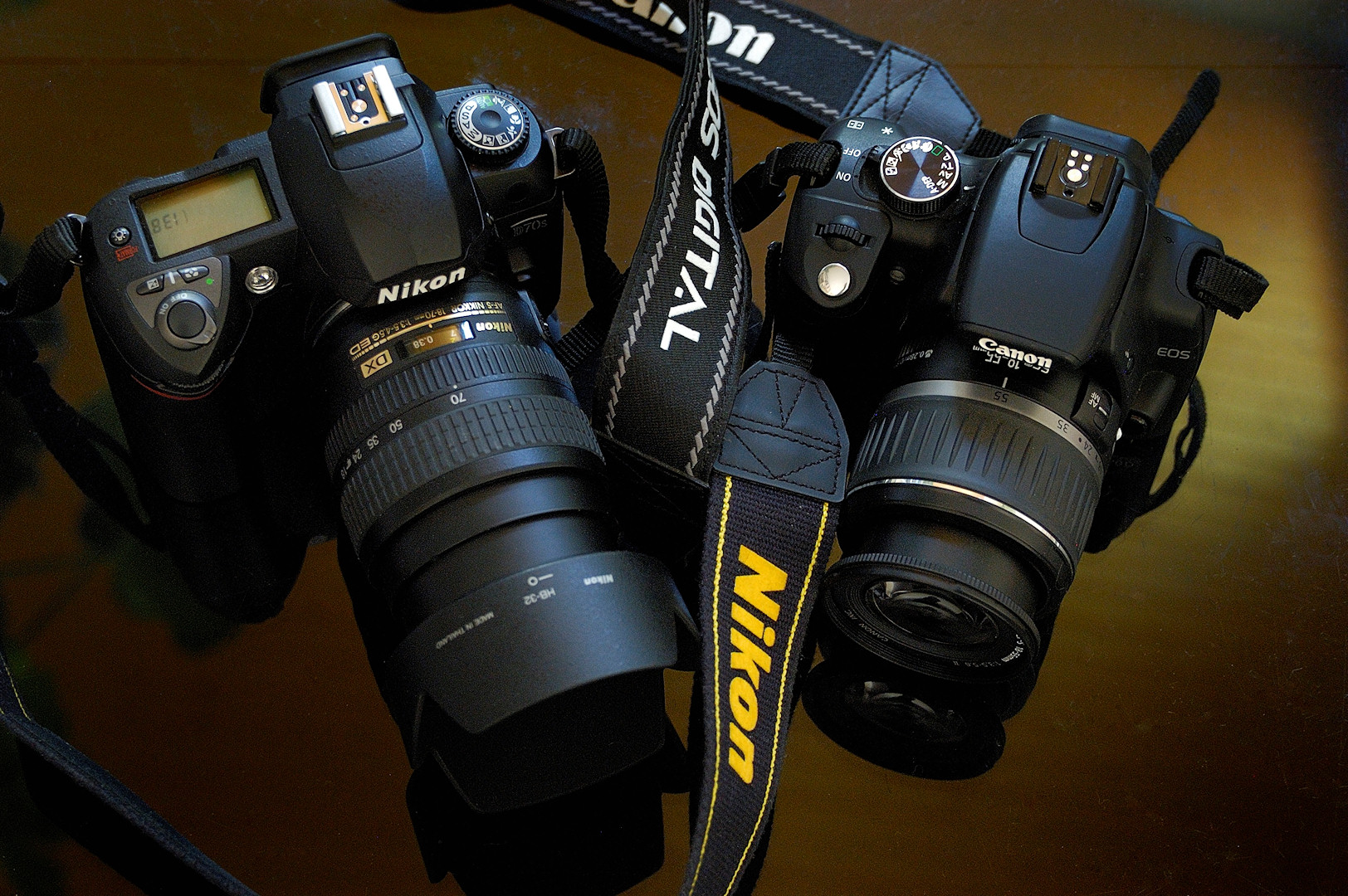
Canon et Nikon se partagent l'essentiel du marché des appareils reflex numériques.

Le marché des APRN est traditionnellement dominé par les sociétés Canon et Nikon, mais d'autres marques sont présentes sur ce créneau comme Pentax, Sigma, Leica ou Hasselblad. Des marques comme Olympus, Lumix (Panasonic), Fujifilm, Samsung et Sony Alpha qui étaient présentes sur ce marché dans les années 2000, l'ont abandonné pour se consacrer aux appareils de type hybride (et SLT pour Sony). Depuis les débuts du reflex numérique, Canon et Nikon, portés par une gamme très étendue de boîtiers mais aussi d'optiques et d'accessoires pouvant attirer les professionnels comme les amateurs, se sont approprié l'essentiel du marché (environ 80 %). Ils sont suivis par Pentax et Sony, les autres intervenants ne prenant qu'une place limitée.
Les APRN sont commercialement disponibles sous deux formes : boîtier nu (sans objectif) et kit (boîtier et objectif, généralement un zoom transtandard). La formule du kit permet de bénéficier d'un prix attractif et l'acheteur dispose d'un ensemble immédiatement utilisable mais les zooms proposés en kit, s'ils sont généralement de qualité honorable, n'offrent souvent qu'une gamme de focales limitée : pour les modèles grand public à capteur APS-C, le zoom fourni le plus courant est un 18-55 mm, soit un équivalent 28 à 80 mm environ. Naturellement, sauf exception, les reflex numériques (nus ou en kit) sont fournis avec une batterie et son chargeur ainsi que divers accessoires comme une courroie de transport et un câble de raccordement USB vers un ordinateur.
Le marché des APRN est concurrencé par les appareils équipés d'un miroir semi-transparent fixe et d'une visée électronique (uniquement produits par Sony Alpha) et les hybrides (surtout ceux équipés de capteurs µ4/3, APS-C et plein format) qui offrent les mêmes performances mais proposent un mode des visées et une ergonomie différente, les hybrides étant plus légers et plus compacts.
En 2013, le marché des APRN est touché par une baisse des ventes au niveau mondial avec un recul de 40 %. Malgré cette importante chute des ventes, les reflex, tout comme les hybrides, ont une part de marché croissante (elle passe de 16 à 21 % pour les reflex) et une faible diminution des volumes de ventes, au contraire des compacts et des bridges, dont la part de marché passe de 80 à 74 %.
En 2014, le volume de vente diminue de 14 %.
Pour la première fois les ventes de reflex sont dépassées par celles des hybride entre août et décembre 2019 mais les ventes de reflex restent légèrement majoritaires sur l'année complète. L'année 2020, voie la bascule complète en faveur des hybrides.
En 2022, le marché des appareils photographiques numériques connait une légère croissance pour la première fois en hausse après une décennie de chute, les appareils photo hybrides sont la seule catégorie d'appareils photo à progresser, que ce soit en nombre d'exemplaires ou en valeur monétaire. La diffusion des smartphones au cours de la décennie précédente a transformé le marché des appareils photo en marché de niche avec moins de ventes mais plus de valeur par produit. Les reflex sont progressivement délaissés par les constructeurs au profit des hybrides qui représentent près de 70 % des ventes d'appareils à objectifs interchangeables et même 86 % en valeur. Les ventes d'hybrides connaissent ainsi une croissance de 31 % tandis que celle des reflex chute de 17 %. Ce phénomène est particulièrement marqué dans les pays asiatiques, là où sont basés les principaux fabricants. L'Amérique et particulièrement l'Europe sont encore propices à la vente de reflex. Les appareils photo compacts et bridges voient également leurs ventes diminuer, encore maintenues par les modèles dits « experts »,.
| Année | Ventes        | Parts de marché (total appareils photo numériques) | Parts de marché (appareils à objectifs interchangeables) |
| ----- | ------------- | -------------------------------------------------- | -------------------------------------------------------- |
| 2012  | 16 millions   | 16 %                                               | 80 %                                                     |
| 2013  | 13 millions   | 21 %                                               | 81 %                                                     |
| 2014  | 10,3 millions | 24 %                                               | 78 %                                                     |
| 2015  | 9,8 millions  | 28 %                                               | 75 %                                                     |
| 2016  | 8,2 millions  | 34 %                                               | 73 %                                                     |
| 2017  | 7,1 millions  | 30 %                                               | 65 %                                                     |
| 2018  | 6,6 millions  | 34 %                                               | 61 %                                                     |
| 2019  | 4,3 millions  | 30 %                                               | 52 %                                                     |
| 2020  | 2,37 millions | 27 %                                               | 45 %                                                     |
| 2021  | 2,22 millions | 27 %                                               | 42 %                                                     |
| 2022  | 1,85 million  | 23 %                                               | 31 %                                                     |
| 2023  | 1,17 million  | 15 %                                               | 19 %                                                     |
| 2024  | 997 608       | 12 %                                               | 15 %                                                     |